# 연합국 (제2차 세계 대전)

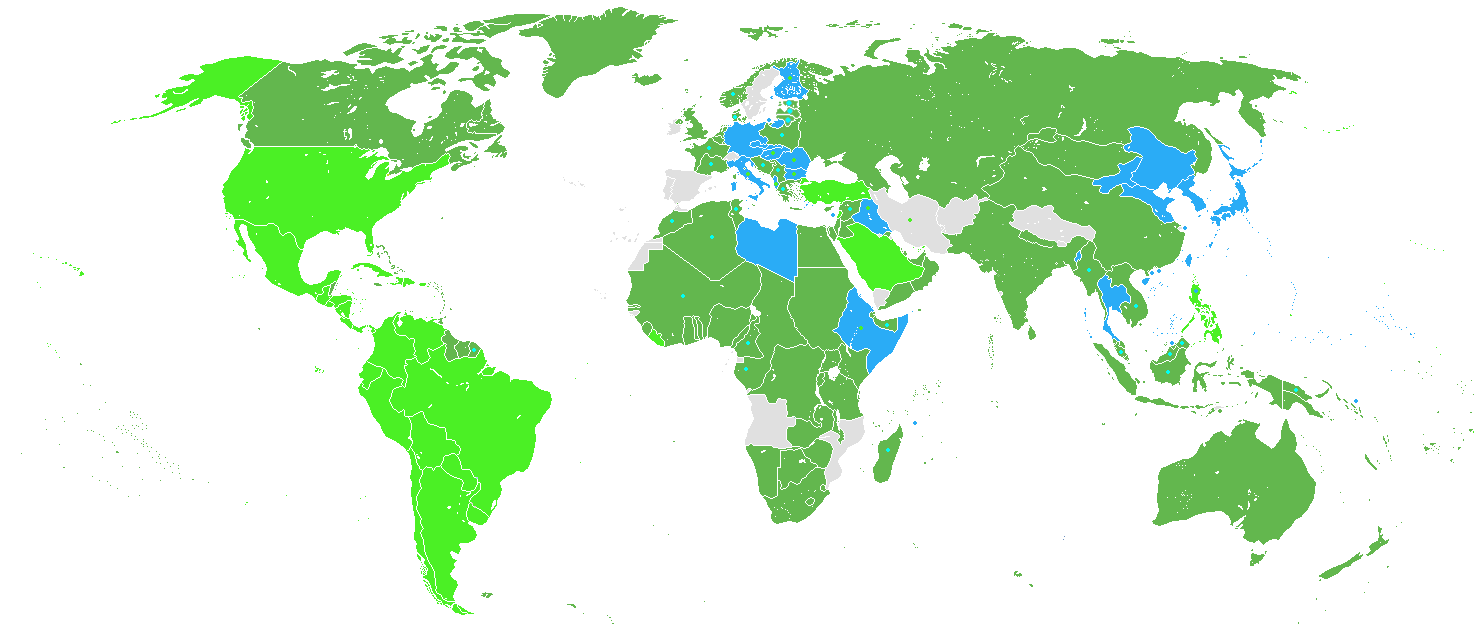
전 세계의 연합국을 그린 지도. 범례는 다음과 같다.
연합국과 그 식민지
진주만 공격 이후 가입한 연합국
추축국과 그 공동교전국, 식민지
중립국과 그 식민지

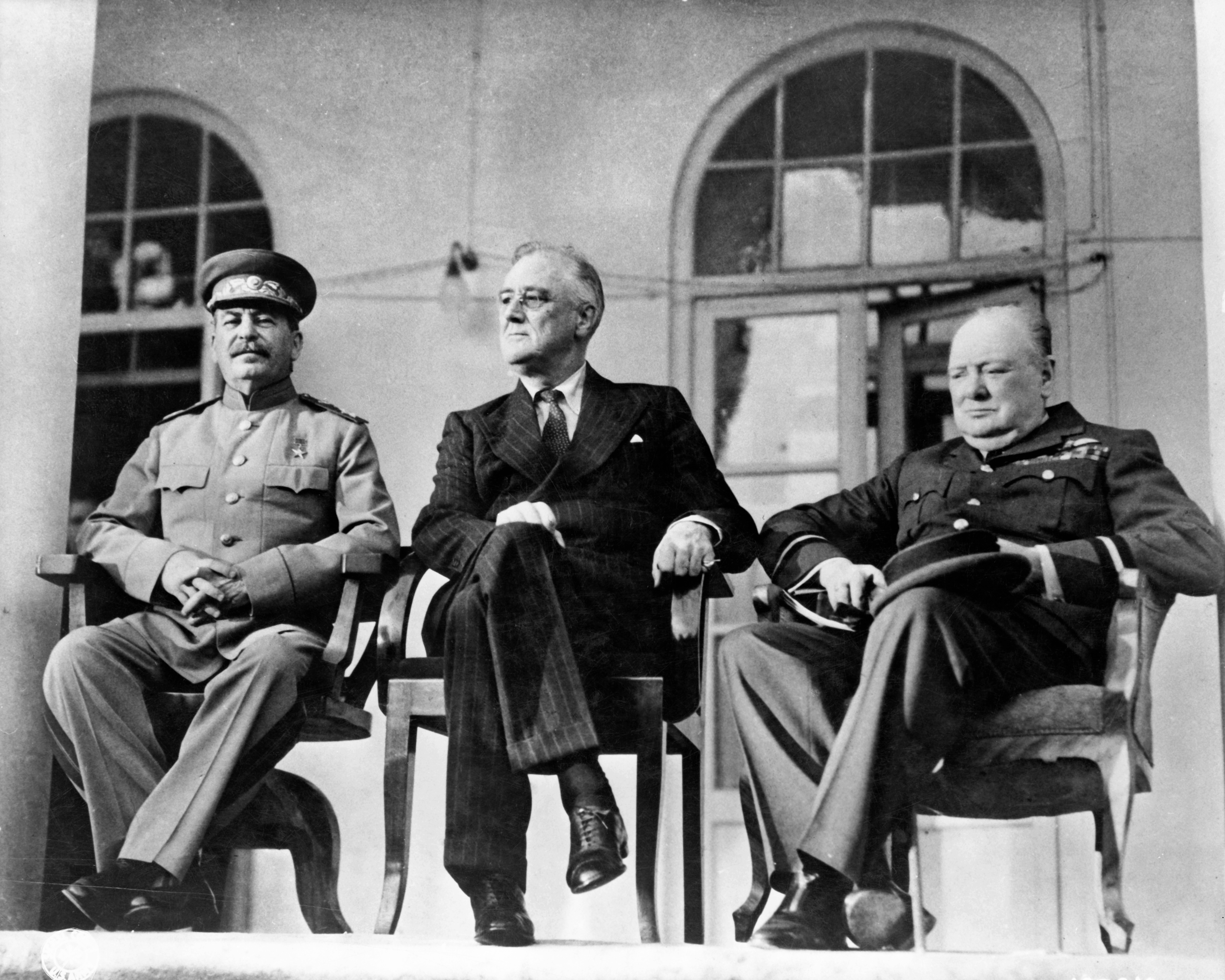
1943년 테헤란 회담에서 만난 유럽 전구의 연합국 지도자들. 왼쪽부터 이오시프 스탈린, 프랭클린 D. 루즈벨트, 윈스턴 처칠이다.

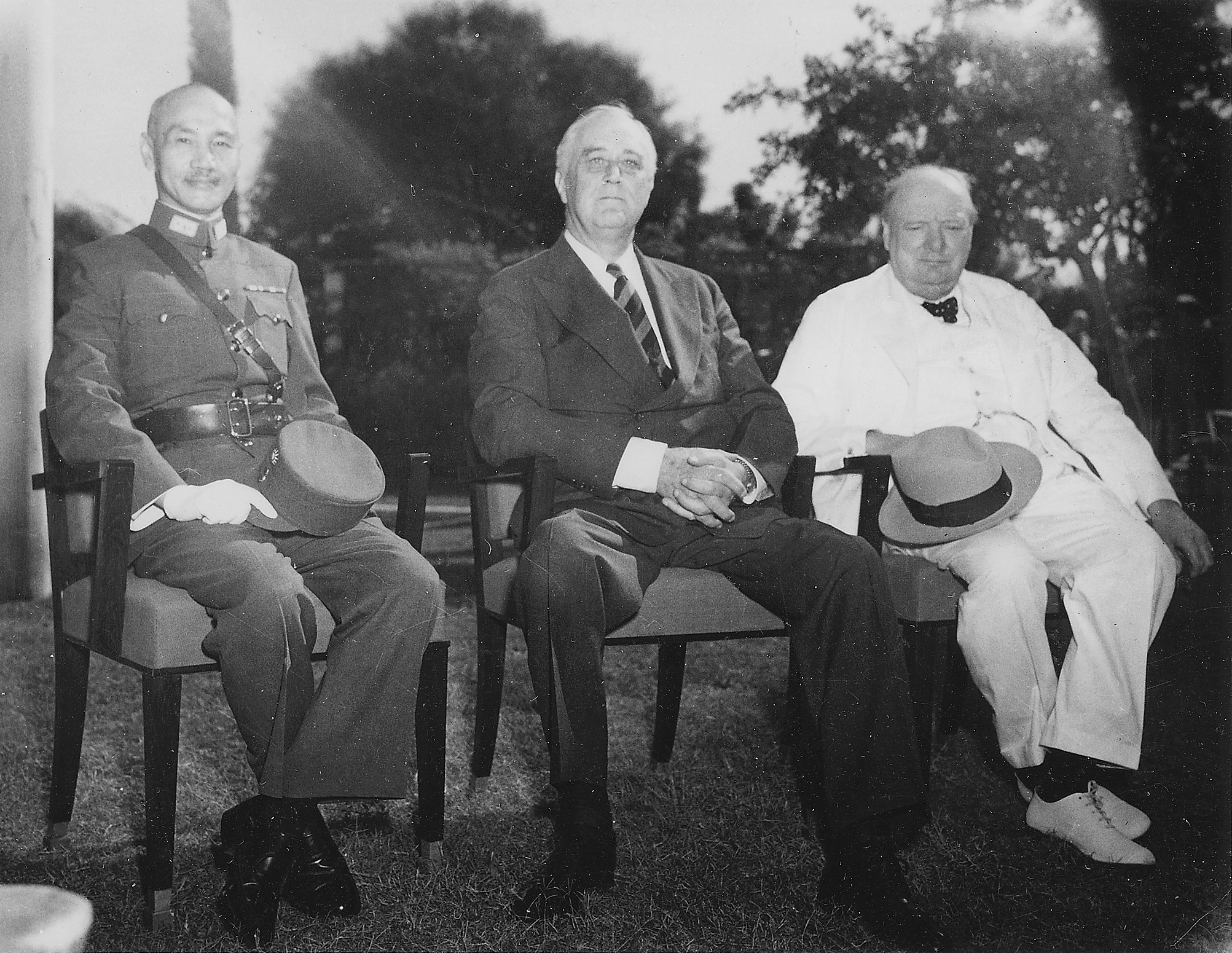
1943년 카이로 회담에서 만난 아시아-태평양 전구의 연합국 지도자들. 왼쪽부터 장제스, 프랭클린 D. 루즈벨트, 윈스턴 처칠이다.

연합국(聯合國, 영어: Allies / United Nations)은 제2차 세계 대전(1939-1945년) 기간 당시 일본 제국, 나치 독일, 파시스트 이탈리아를 주축으로 한 추축국에 대항하기 위해 결성된 국제적인 군사 연합체이다. 1942년 이후로는 공식적으로 유엔(United Nations)이라고 불렀다. 1941년 말 기준 연합국의 주요 국가로는 영국, 프랑스, 미국, 소련, 중화민국이 있었다.
연합국의 구성국은 전쟁이 진행되면서 다양한 변화를 겪었다. 1939년 9월 1일 전쟁이 발발했을 때 연합국은 영국, 프랑스, 폴란드와 영국령 인도 제국 같은 각국의 속국으로 구성되어 있었다. 뒤이어 영연방의 자치령인 캐나다, 오스트레일리아, 뉴질랜드, 남아프리카가 연합국에 합류했다. 즉 전쟁 초 연합국은 제1차 세계 대전 시기 연합국과 비슷했다.
추축국이 북유럽과 발칸반도를 침공하자 네덜란드, 벨기에, 노르웨이, 그리스, 유고슬라비아가 연합국에 가입했다. 처음에는 독일과 불가침 조약을 맺고 폴란드를 침공했던 소련은 1941년 6월 바르바로사 작전으로 독일이 침공하자 연합국에 가입했다. 1940년 9월부터 연합국에 일부 물자를 지원하던 미국은 그전까진 중립국을 유지했지만 1941년 12월 진주만 공격을 당하자 그 후 추축국에 선전포고하고 연합국에 공식적으로 참전했다. 중화민국은 이미 1937년부터 일본과 전쟁 중이었으며 1941년 12월 공식적으로 연합국에 가입했다.
연합국은 영국, 소련, 미국 일명 "빅 3"라고 부르는 3개 국가가 주도했으며 세 국가는 각각 인력, 자원, 전략에 있어 가장 큰 공헌을 했고 2차대전 승리에 핵심적인 역할을 수행했다. 연합국 지도자, 외교관, 군사 관료 간의 일련의 회의를 통해 동맹의 구성과 전쟁의 방향, 그리고 궁극적으로는 전후 이뤄질 국제질서의 방향에 대해 결정했다. 특히 영국과 미국은 특별한 관계를 맺고서 양국이 공동으로 발표한 대서양 헌장을 통해 연합국의 토대를 만들었다.
1942년 1월 1일 연합국은 전 세계 26국이 서명한 연합국 공동 선언에 따라 공식적인 동맹체가 되었다. 서명국에는 망명 정부에서부터 전쟁과는 거리가 먼 소국까지 다양한 국가가 있었다. 공동 선언에서는 빅 3와 중국을 공식적으로 "4대 강대국"으로 인정하여 전쟁 수행에 있어 이 4개국의 주도적인 역할을 인정했으며, 이 4개국을 "강대한 수탁자"라거나 나중에는 유엔의 4명의 경찰관이라고도 불렀다. 전쟁이 끝나는 날까지 식민지와 구 추축국 국가를 포함한 전 세계의 다양한 국가가 연합국에 가입했다.
전쟁이 끝나고 나서 연합국과 이를 묶은 선언이 현대 유엔의 기초가 되었다. 연합국에게 남은 현대의 유산 중 하나로는 승전한 연합국 강대국으로만 구성된 유엔 안전 보장 이사회 상임이사국 지위를 가진 5개국이 있다.

## 기원

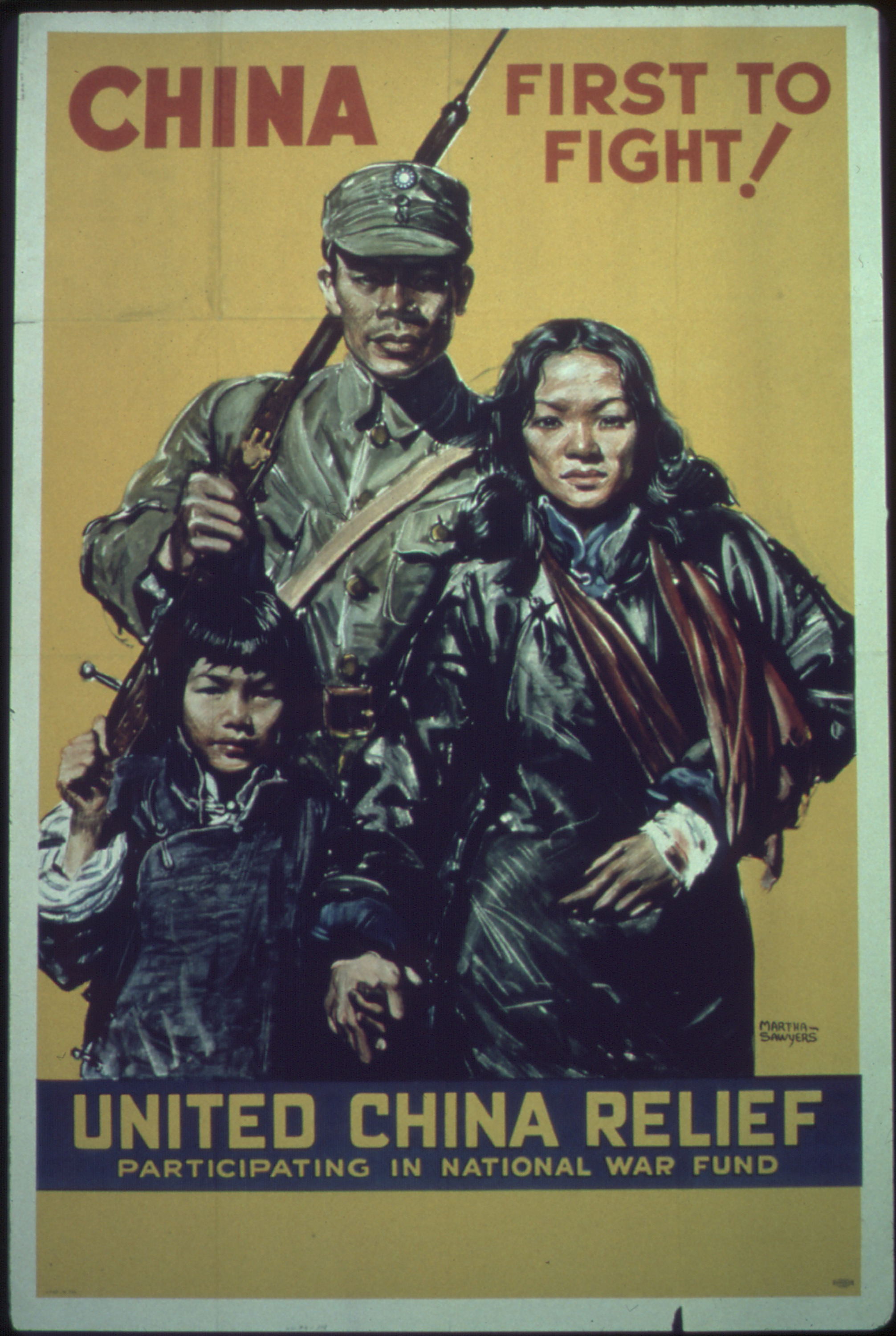
전시 미국에서 발행된 중일전쟁을 치르는 중화민국에 대한 포스터. "중국, 첫 참전국이다!"(China, First to fight!)라고 써져 있다.

제1차 세계 대전에서 승리한 연합국은 1919년에서 1920년까지 진행된 파리 강화 회의에서 상대편인 동맹국에게 가혹한 조건을 부과했다. 독일 제국은 베르사유 조약에서 전쟁에 대한 전적인 책임을 지고 영토의 상당 부분을 손실하며 막대한 배상금을 지불하는 조항에 반발했다. 종전 후 조약을 체결한 바이마르 공화국은 경제가 크게 약화되고 굴욕받은 국민을 통치하면서 정치적 정당성이 심각하게 흔들렸다.
1929년 월스트리트 대폭락과 뒤이은 대공황은 유럽 전역, 특히 독일에서 정치적 불안을 야기했다. 독일에서는 보복주의적인 민족주의자가 경제 위기의 원인을 베르샤유 조약 때문이라고 비난했다. 평화 조약 이후 결성된 아돌프 히틀러의 극우 나치당은 대중의 분노와 절망감을 이용하여독일의 지배적인 정치조직으로 부상했다. 1933년 나치당은 권력을 장악하고 나치 독일이라는 이름의 전체주의적 독재정권을 수립했다. 나치 독일은 베르샤유 조약의 즉각적인 파기를 요구하며 독일인이 다수 사는 오스트리아와 체코슬로바키아 내 독일인 다수 거주 영토의 영유권을 주장했다. 전쟁 가능성은 높았지만 주요 강대국 중 누구도 또 다른 전쟁을 원하지 않았고 많은 정부가 유화정책과 같은 비군사적 전략을 통해 긴장을 완화하고자 했다.
한편 제1차 세계 대전의 연합국 중 하나였던 일본 제국은 이후 점점 군국주의적, 제국주의적으로 변모했다. 독일과 마찬가지로 1920년대 들어 민족주의적 정서가 고조되다 1931년에는 만주사변을 일으켰다. 국제 연맹은 이를 중국에 대한 침략행위로 비판했으나 1933년 일본은 국제 연맹을 탈퇴한다. 1937년에는 중일전쟁으로 본격적으로 중국을 침공하기 시작했다. 국제 연맹은 일본의 행동을 규탄하고 제재를 시작했으며, 아시아의 평화를 위해 협상을 시도했던 미국이 특히 일본의 침공에 분노하여 중국을 지원하기 시작했다.
1939년 3월, 나치 독일은 주로 독일 민족의 비율이 높은 체코슬로바키아 국경지대를 독일에게 양도하여 히틀러를 달래는 협상인 뮌헨 협정이 체결된지 불과 6개월도 되지 않아 체코슬로바키아 전역을 점령했다. 뮌헵 협정 당시 대부분의 유럽 국가는 협정을 평화를 향한 중대한 승리라고 축하했지만, 협상 조항을 대대적으로 과시한 것은 유화정책이 실패했음을 보여주었다. 유화정책을 주로 지지했던 영국과 프랑스는 히틀러가 체코슬로바키아를 완전 점령하자 히틀러는 외교적 합의를 지킬 의사가 없다고 판단하고 전쟁을 준비하기 시작했다. 1939년 3월 31일 영국은 독일의 임박한 침공을 막기 위해 폴란드와 군사 동맹을 맺었다. 프랑스 또한 1921년부터 오랫동안 폴란드와 동맹 관계를 맺고 있었다.
전 세계에서 경제적, 외교적으로 고립되어 있던 소련은 서방 국가와의 동맹을 모색했지만 실패했고, 1939년 8월 히틀러는 소련과 불가침 조약을 체결하여 스탈린과 있을 잠재적인 전쟁을 사전에 막았다. 불가침 조약에서는 지난 세계대전에서 자국 군대에 타격을 입었던 양 측의 전쟁을 막음과 동시에 중부유럽 및 동유럽의 국가를 독일과 소련 양국이 분할하기로 비밀리에 합의하고 소련은 독일에게 석유를 지원하기로 합의했다.
1939년 9월 1일 독일이 폴란드를 침공하기 시작했고, 이틀 후인 9월 3일 영국과 프랑스는 독일에게 선전포고했다. 독일이 폴란드를 침공한지 약 2주 후에는 소련이 동쪽에서 폴란드를 침공했다. 영국과 프랑스 양국은 군사 결정을 조율하기 위해 영불 최고전쟁위원회를 수립했다. 런던에는 수십만명의 폴란드 군인이 참여한 폴란드 망명 정부가 수립되었고, 폴란드는 마지막까지 연합국의 일원으로 남았다. 조용한 겨울을 보내던 독일은 1940년 4월 서유럽을 침공하기 시작해 덴마크, 노르웨이, 벨기에, 네덜란드, 룩셈부르크, 프랑스를 빠르게 격파했다. 이후 모든 점령국은 런던에 망명 정부를 수립했고 점령지에서 탈출한 군대가 파견되었다. 그럼에도 불구하고 독일이 뮌헨 협정을 위반한지 약 1년만에 주요 연합국은 영국 홀로 남게 되었다.

## '대동맹'의 수립

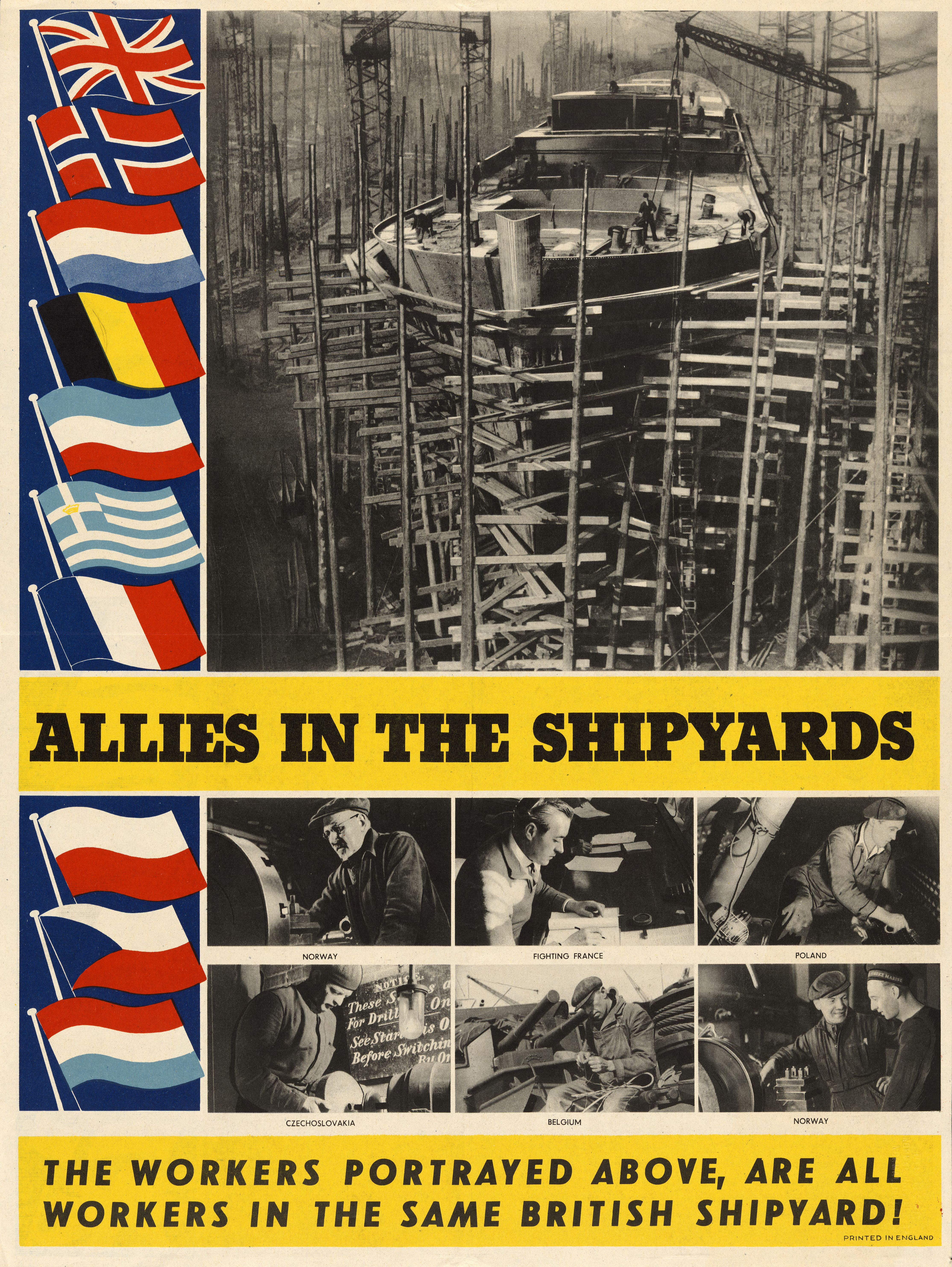
"조선소의 연합국" 포스터. 좌측에는 위에서부터 영국, 노르웨이, 유고슬라비아, 그리스, 프랑스, 폴란드, 체코슬로바키아, 룩셈부르크의 국기가 그려져 있다.

미국과 영국 두 국가는 공식적으로 동맹을 맺기 전에도 다양한 방식으로 협력했는데 특히 1940년 9월 있었던 구축함과 해군기지 협정과 1941년 10월부터 영국과 소련에 전쟁물자를 제공한 미국의 무기대여법이 있었다. 이에 대해 영연방과 소련은 미국의 제공물자보단 훨씬 적은 규모이긴 하지만 역 랜드리스로 같이 지원하기도 했다.
1941년 6월에는 런던에서 영국과 그 공동교전국인 4개 자치령(캐나다, 오스트레일리아, 뉴질랜드, 남아프리카)와 8개 망명정부(벨기에, 체코슬로바키아, 그리스, 룩셈부르크, 네덜란드, 노르웨이, 폴란드, 유고슬라비아), 자유 프랑스가 모인 제1차 범동맹 회의가 개최되었다. 이 회의에서는 전후 세게에 대한 최초의 비전을 제시한 세인트제임스궁 선언이 발표되었다.
1941년 6월 히틀러는 스탈린과의 불가침 조약을 파기하고 추축군이 소련을 전면 침공하자 소련은 독일과 그 동맹국들에게 선전포고했다. 영국은 7월 소련과 동맹조약을 맺고 양 국은 모든 수단을 동원해 서로를 지원하며 개별로 평화 협상을 진행하지 않는다고 합의했다. 뒤이어 8월에는 미국의 대통령 프랭클린 루즈벨트와 영국의 총리 윈스턴 처칠이 대서양 회의에서 전후 세계에 대한 영미의 비전을 담은 대서양 헌장을 발표했다.
1941년 9월 런던에서 열린 2차 범연합국 회담에서는 유럽의 8개 망명정부와 소련, 자유 프랑스군 대표는 대서양 헌장에 명시한 공동정책에 관한 원칙을 준수하는 방안에 대해 만장일치로 찬성했다. 1941년 12월에는 일본이 아시아와 태평양의 미국 및 유럽 국가 영토를 공격하자 미국이 연합국의 일원으로 공식적으로 참전했다. 이 시점에서도 일본의 침공에 저항하던 중국은 추축국 전체에 공식적으로 선전포고했다.
1941년 말 제2차 세계 대전은 2개의 대전선이 형성되었다. 처칠은 영국, 미국, 소련 3개 대동맹을 언급했는데 이 3개 국가가 전쟁 수행에 가장 큰 역할을 했다. 영국은 추축국이 북아프리카와 아시아의 식민지만을 노리는 것이 아니라 본토까지 위협하고 있다는 사실을 깨달았다. 미국은 일본과 독일의 확장을 억제해야 한다고 생각했지만 일본이 미국을 직접 공격하기 전까지는 무력 사용을 최대한 억제해야 한다고 생각했다. 1941년 추축국의 배신으로 공격당한 소련은 독일의 호전성과 동쪽에서 무모한 일본의 확장을 경계했으며 특히 이전에 일본에게 패배했던 전적을 고려했을 때 일본도 경계했다. 소련은 미국과 영국이 제안했던 것처럼 양면전쟁의 이점 또한 인식하긴 했다.

### 빅 3

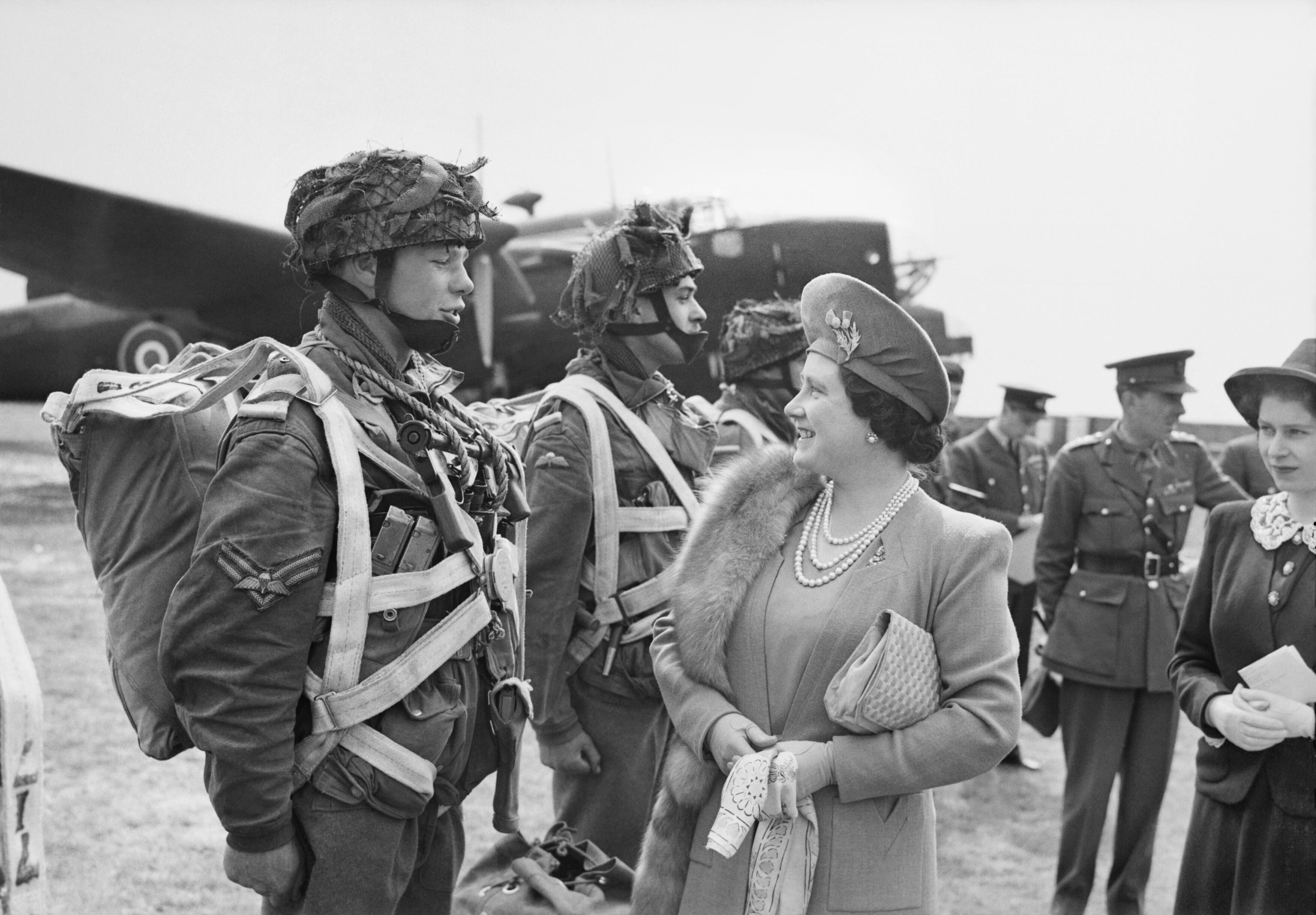
1944년 5월 19일 디데이를 준비하는 공수부대원과 대화하는 엘리자베스 여왕과 당시 엘리자베스 공주.

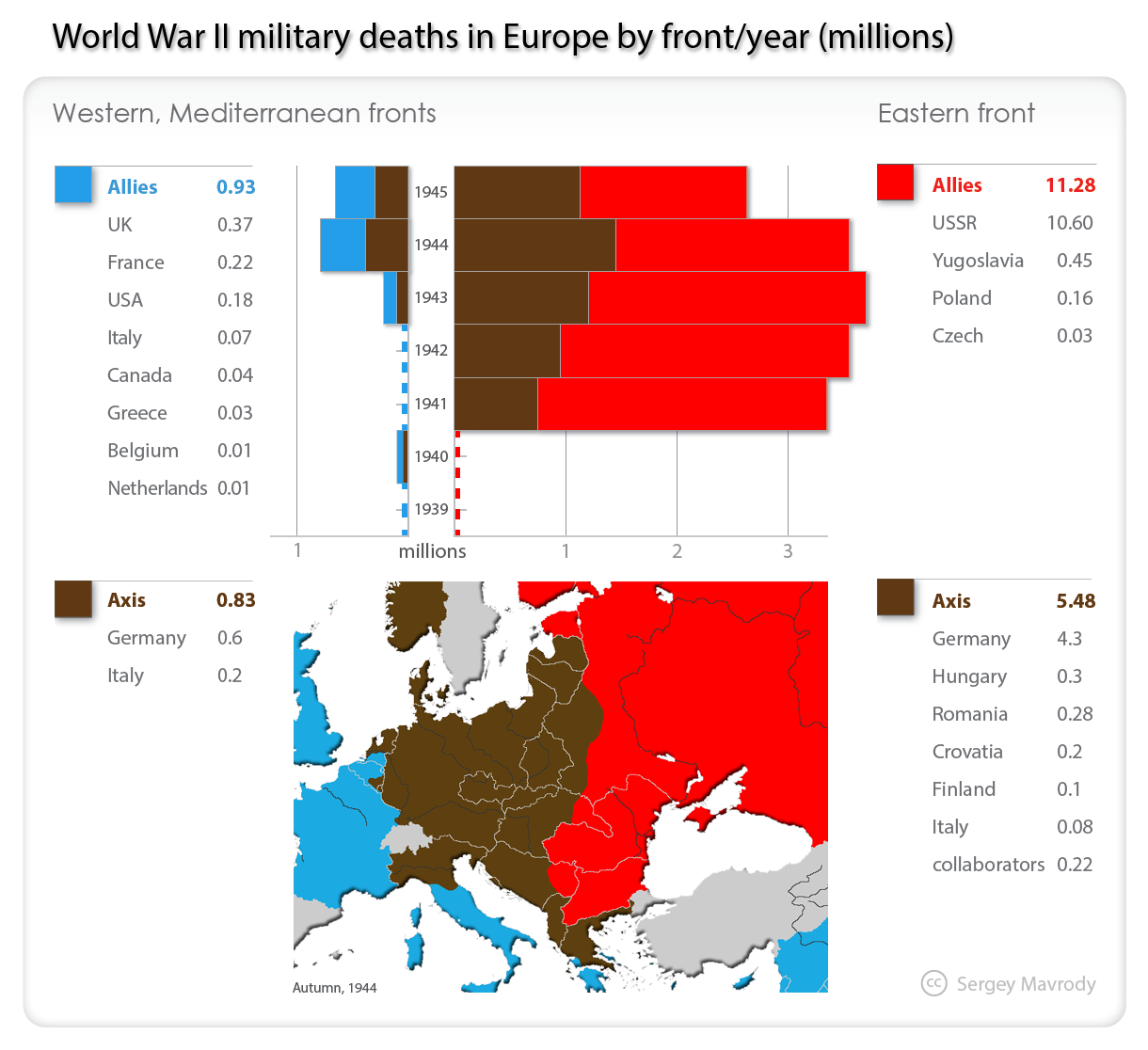
1944년 가을 시점에서 유럽의 제2차 세계 대전 군인 사망자수와 군사 상황의 모습.

프랭클린 D. 루즈벨트, 이오시프 스탈린, 윈스턴 처칠은 일명 "빅 3 지도자"라고 불렸다. 이 셋은 대사, 대장군, 외무장관, 미국의 해리 홉킨스와 같은 특사를 통해 자주 연락을 주고 받았다. 세계 최대 자본주의 국가인 미국, 세계 최대 사회주의 국가인 소련, 세계 최대 식민지 보유 국가인 영국 지도자가 하나로 합쳐졌기 때문에 일명 '대동맹'이라고 부르기도 한다.
이 세 국가의 관계는 전쟁 수행 능력과 전후 세계의 계획을 세우는 여러 차례의 주요 결정으로 이루어졌다. 영국과 미국의 관계는 특히 더 특별한 관계로 연합참모본부를 구성하여 군사를 지휘했다.
세 국가 간의 수많은 회담도 개최되었는데, 처칠은 총 14회, 루즈벨트는 총 12회, 스탈린은 5회의 회의에 참석했다. 가장 눈에 띄는 회의는 세 명의 최고 지도자가 한데 모인 세 차례의 정상회담이다. 독일과 일본에 대한 연합국의 방침은 세 차례의 회담을 통해 발전하고 확정되었다.
- 테헤란 회담 (코드네임 유레카) - 최초의 세 명의 정상회담 (1943년 11월 28일-12월 1일)
- 얄타 회담 (코드네임 아르고넛) - 두번째 세 명의 정상회담 (1945년 2월 4일-11일)
- 포츠담 회담 (코드네임 터미널) - 세번째이자 마지막 세 명의 정상회담 (1945년 7월 17일-8월 2일)

### 긴장
전시에도 동맹이 깨질 정도는 아니었지만 빅 3 지도자 간에는 수많은 여러 긴장이 존재했다.
1942년 루즈벨트 대통령은 중국을 함께 끼워넣어 세계 평화를 지키는 4명의 경찰관을 주창했다. '4대 강대국'이라는 표어는 연합국 공동 선언에 반영되긴 했지만 루즈벨트의 제안은 처음에 처칠이나 스탈린이 반대했다.
서방 연합국이 유럽에 제2전선을 여는 일이 지연되면서 분열이 발생했다. 스탈린과 소련은 영미 강대국과 '산도 테스트'를 하는데 제2전선의 개막을 사용했다. 소련은 독일과의 전쟁에서 가능한 한 많은 인력을 동원해야 했고, 미국은 산업력을 최대한 동원하는 데 여유가 있었지만 "미국인의 인명 피해"는 최소화해야 했던 문제가 있었다. 루즈벨트와 처칠은 1942년 북아프리카와 1943년 이탈리아 전선을 개막하고 독일 본토에 대규모 공습을 시작했으나 스탈린은 계속 더 많은 걸 요구했다.
1920년대 미소 관계는 긴장 상태였으나 1933년 양국은 국교를 정상화했다. 무기대여법의 원래 조건은 소련에게 유리하게 수정되어 영국과 소련이 동등한 입장에서 무기를 지원받을 수 있게 되었다. 미국은 전쟁이 끝날 무렵 바르바로사 작전 개시 이후 소련으로부터 계속 지원했던 물자의 상환과 함께 이자를 기대할 수 있었고, 미국은 "전후 소련의 재건 노력"을 지원할 의향을 가지지 않아 소련이 몰로토프 플랜을 세우기도 했다. 테헤란 회담에서 스탈린은 루즈벨트를 "더 강력한 처칠에 비해 너무 가벼운 사람"이라고 말했고, 1943년에서 1945년까지 회담 기간 동안 소련의 요구가 점점 늘어나자 이에 대한 논쟁도 있었다.
루즈벨트가 사망하고 해리 S. 트루먼이 대통령을 승계받자 트루먼은 스탈린의 요구를 거부하며 긴장이 더 늘어났다. 루즈벨트는 이러한 이념적 긴장을 낮추길 원했다. 루즈벨트는 "스탈린의 심리를 이해한다"고 말했다.

## 유엔

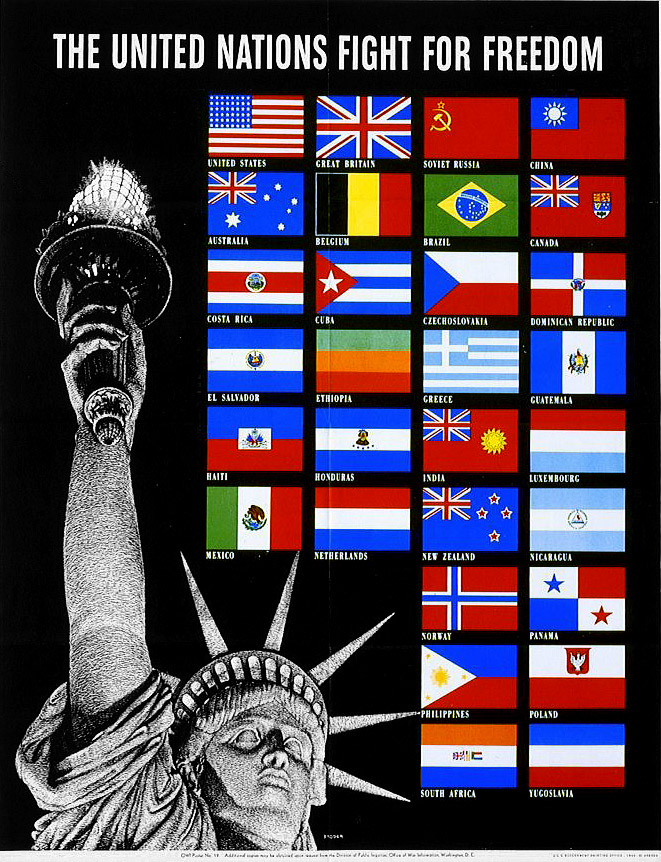
1941년 말 미국 전시정보국이 만든 유엔(연합국) 전시 포스터.

### 4명의 경찰관
1941년 12월 루즈벨트는 연합국을 부르는 이름을 "유엔"(United Nations)이라고 제안했고 처칠은 이에 동의했다. 또한 루즈벨트는 1942년 빅 3와 중국을 한데 묶어 4명의 경찰관이라고 자주 언급했다.

### 연합국 공동 선언

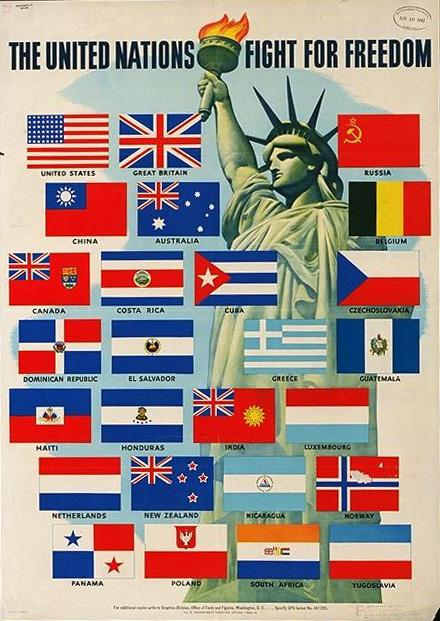
유엔 수립 당시인 1942년에 만들어진 미국 전시정보국에서 26개의 회원국을 보여주는 포스터.

연합국은 1942년 1월 1일 서명된 연합국 공동 선언을 통해 공식적으로 발족되었다. 공동 선언의 최초 서명국은 총 26개국으로 제일 위에는 빅 4가 이름을 올렸다.
- 미국
- 대영제국
- 소련
- 중화민국
- 오스트레일리아
- 벨기에
- 캐나다
- 코스타리카
- 쿠바
- 체코슬로바키아
- 도미니카 공화국
- 엘살바도르
- 그리스
- 과테말라
- 아이티
- 온두라스
- 영국령 인도
- 룩셈부르크
- 네덜란드
- 뉴질랜드 자치령
- 니카라과
- 노르웨이
- 파나마
- 폴란드
- 남아프리카
- 유고슬라비아

### 동맹의 성장

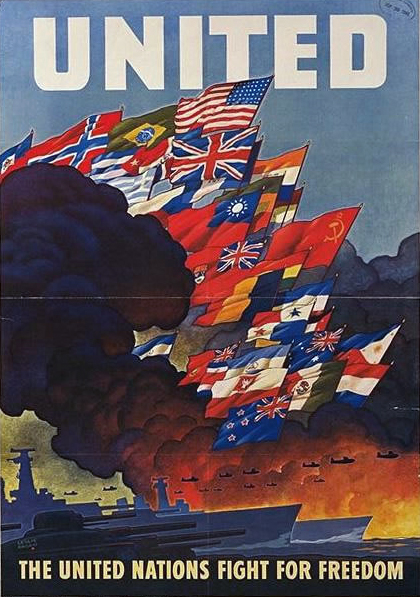
유엔을 홍보하는 1943년 미국 전시정보국의 전시 포스터.

유엔은 창설 직후부터 확대되기 시작했다. 1942년 멕시코, 필리핀, 에티오피아가 연합국 공동 선언을 지지했다. 에티오피아는 1941년 이탈리아의 동아프리카 전역 패배 이후 영국군이 국토를 탈환하여 망명 정부 상태에서 다시 에티오피아가 돌아왔다. 필리핀은 미국이 조종하는 정부였지만 국제외교적으로는 주권국으로 인정받고 있었으며 일본이 국토를 점령하고 있었으나 6월 10일 유엔 가입 허가를 받았다.
1943년에는 이라크, 이란, 브라질, 볼리비아, 콜롬비아가 연합국 공동 선언에 서명했다. 영국, 소련과의 삼국동맹조약으로 묶인 이란의 연합국 지원은 이로써 공식화되었다. 브라질에서는 당시 독재자였던 제툴리우 바르가스이 친파시스트성향을 보이기도 했으나 현실적인 판단으로 유엔에 가입한 후 큰 성공을 거뒀다.
1944년에는 라이베리아와 프랑스가 가입했다. 프랑스의 상황은 매우 혼란스러웠다. 자유 프랑스는 영국만 인정하고 있었고 미국은 오버로드 작전 직전까지 비시 프랑스를 합법적인 프랑스 정부로 인정했으며 동시에 미국 점령지에 사용할 프랑 지폐를 준비했다. 윈스턴 처칠은 1944년 8월 파리 해방 이후 루즈벨트에게 프랑스를 강대국의 지위로 복권시켜 줄 것을 강력하게 요구했고, 루즈벨트는 전후에도 영국이 1940-1941년 시기처럼 공산주의의 위협에 직면한 유럽에서 유일한 강대국으로 남을 수 있다고 우려했다.
1945년 초에는 페루, 칠레, 파라과이, 베네수엘라, 우루과이, 튀르키예, 이집트, 사우디아라비아, 레바논, 시리아(이 두 식민지는 비시/자유 프랑스 양국이 항의했으나 점령한 영국군은 독립국이라 선포함), 에콰도르가 서명국에 추가되었다. 독립국은 아니였지만 소련의 일부였던 우크라이나와 벨라루스는 유고슬라비아만 연합국 내 공산주의 파트너로 두고 있던 스탈린이 더 많은 영향력을 주기 위해 유엔 회원국 취급을 받아 들어왔다.

## 연합국 내 주요 교전국

### 영국

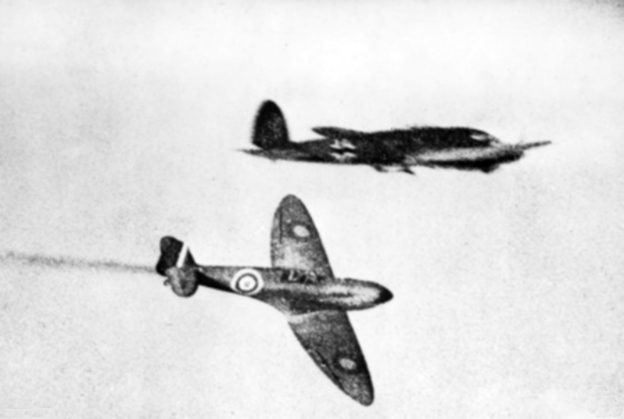
1940년 영국 본토 항공전 기간 영국의 슈퍼마린 스피트파이어 전투기(아래)가 독일 하인켈 He 111(위)를 지나쳐 비행하는 모습.

1939년 9월 3일 영국의 총리 네빌 체임벌린은 프랑스보다 수 시간 앞서 독일을 향한 선전포고를 하는 《최후통첩 연설》을 말했다. 1931년 웨스트민스터 헌장이 아직 오스트레일리아와 뉴질랜드 의회외 비준되지 않았기 때문에 영국의 대독 선전포고는 이 두 자치령에도 자동으로 적용되었다. 다른 자치령과 영연방 소속국은 1939년 9월 3일부터 일주일 안에 대독 선전포고를 발표했으며 대표적인 국가로 캐나다, 영국령 인도, 남아프리카 연방이 있다.
전쟁 기간 처칠은 주요 결정과 합의가 이루어진 17개 연합국 회담에 참석했다. 처칠은 "제2차 세계 대전 전반기 연합국 지도자 중 가장 중요한 지도자"로 꼽혔다.

#### 아프리카의 식민지와 종속국
영국령 서아프리카와 동, 남아프리카의 영국령 식민지는 주로 북아프리카, 동아프리카, 지중해 및 중동 전구에 주로 참전했다. 2개 서아프리카 사단과 1개 동아프리카 사단이 버마 전역에 파견되었다.
남로디지아는 1923년 책임정부가 수립된 자치령이다. 하지만 주권을 가진 자치령은 아니었다. 내부적으로는 국내정치를 스스로 할 수 있었고 자체적인 군대도 가지고 있었지만 외교 부문의 자치권이 없었기 때문에 영국이 참전하자 자동으로 전쟁에 참전했다. 그럼에도 1939년 9월 3일 남로디지아 정부는 상징적인 의미의 선전포고문을 발표했는데 이는 대영제국 내 다른 어떤 자치령이나 식민지보다 빠르게 나온 선전포고이다.

#### 아메리카의 식민지와 종속국
당시 아메리카의 영국 지배지역은 영국령 서인도 제도, 영국령 온두라스, 영국령 기아나, 포클랜드 제도가 있었다. 뉴펀들랜드 자치령은 1933년부터 1949년까지 왕실식민지로 영국의 직접통치를 받았으며 런던에서 임명된 총독이 뉴펀들랜드를 통치했다.

#### 아시아 지역
영국령 인도는 인도, 파키스탄, 방글라데시, 미얀마를 포괄했던 남아시아의 영국 식민지로 나중에 각 식민지로 분할되었다.
영국령 말라야는 말레이반도와 싱가포르를 포괄했고, 영국령 보르네오는 브루나이와 말레이시아의 사바주, 사라왁주를 포괄했다.
영국령 홍콩은 홍콩섬과 가우룽반도, 신제를 포괄했다.
영국 식민지국이 통치한 왕령식민지의 경우에는 영국 정부가 정치적으로 지배하고 있었기 때문에 영국 본국이 전쟁을 시작하자 자동으로 참전하였다. 제2차 세계 대전 발발 당시 영국령 인도 육군의 병력은 약 20만명 정도였다. 2차대전 말기로 가면 영국령 인도군은 역사상 가장 거대한 자원군이 되어 약 250만명에 달하는 수로 증가했다.
전쟁 기간 총 30명의 인도군 병사가 빅토리아 십자훈장을 수여받았다. 전쟁 기간 인도군의 사상자는 87,000명으로 영국의 왕령식민지 중에서는 가장 많은 사상자가 발생했다.
쿠웨이트 셰흐국은 1899년 수립된 영국의 보호령이다. 휴전 오만은 페르시아만 해안에 있던 영국의 보호령이다.
팔레스타인 위임통치령은 제1차 세계 대전 이후 오스만 제국과의 평화 협정에 따라 이라크와 함께 영국이 장악한 위임통치령이다.

#### 유럽 지역
제2차 세계 대전 기간에는 영국 정부가 키프로스 연대를 결성하여 영국군 산하로 편성했다. 연대 병력 대부분은 그리스계 키프로스인과 튀르키예어를 사용하는 키프로스인으로 구성되었으나 기타 영연방 국적자도 이 연대에 있었다. 1943년 키프로스를 방문한 윈스턴 처칠은 "리비아에서 덩케르크에 이르기까지 수많은 전장에서 명예롭게 복무한 키프로스 연대 병사들"을 칭송했다. 키프로스인 약 3만명이 키프로스 연대에 복무했다. 연대는 수립 초기부터 작전에 참여하여 덩케르크, 그리스 작전(1941년 약 6천명이 칼라마타에서 항복), 북아프리카 전역(컴퍼스 작전 참여), 프랑스, 중동, 이탈리아 전역에 참여했다. 특히 전쟁 초에 수많은 병사들이 포위당해 항복하여 독일의 여러 포로수용소(스탤랭)에 수용되었다. 칼라마타에서 항복한 병사들은 기차를 통해 여러 포로수용소로 이동되었다.

### 프랑스

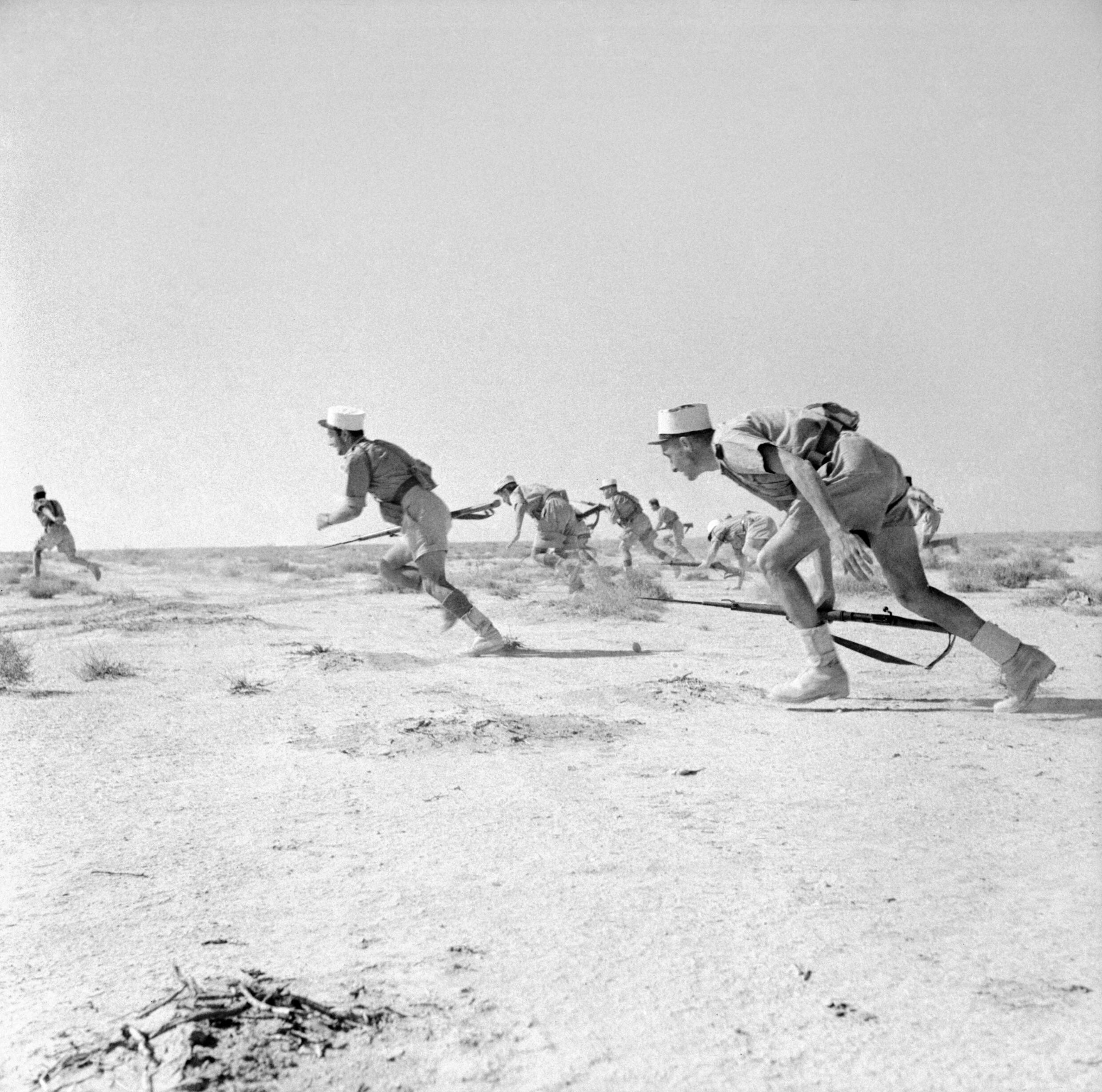
1942년 비르하킴 전투 당시의 자유 프랑스군

#### 전쟁 선포

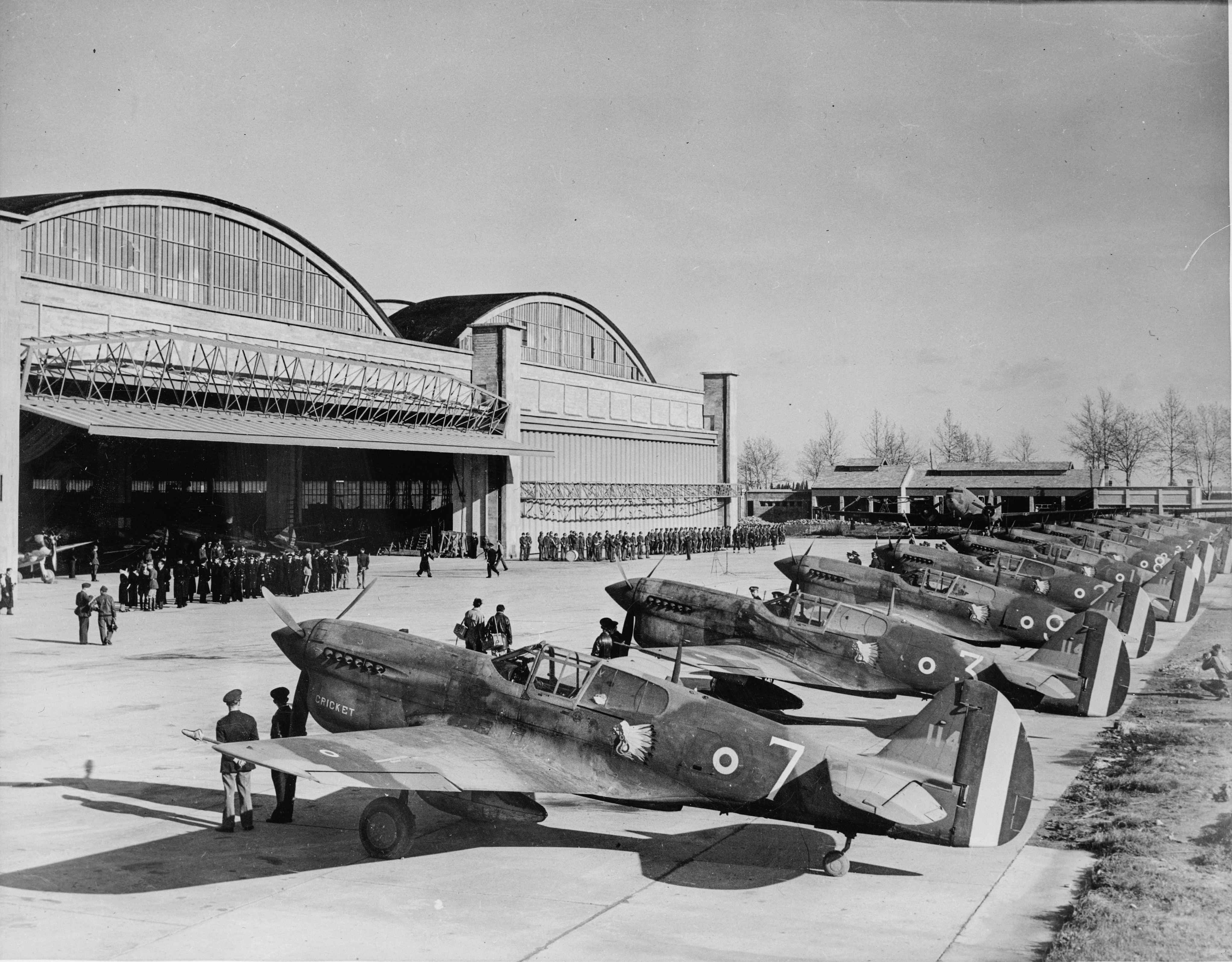
1943년 1월 9일, 프랑스령 모로코의 카사블랑카에서 미 공군에서 공여받은 커티스 P-40 워호크 전투기인 자유 프랑스군의 GC II/5 "라파예트"의 모습.

독일이 폴란드를 침공하자 프랑스는 1939년 9월 3일 독일에 선전포고했다. 1940년 1월에는 프랑스의 총리 에두아르 달라디에는 독일의 행동을 비난하는 대중 연설을 진행했다.
전쟁이 진행된 지 어연 5개월이 되었고 이제는 점점 분명해지고 있습니다. 독일은 세계 역사상 전례가 없는 세계정복을 추구하고 있습니다.
나치가 목표로 하는 지배는 힘의 균형을 바꾸고 한 국가의 패권을 강요하는 것에 그치지 않습니다. 나치는 히틀러가 정복한 국가의 체계적이고 완전한 파괴를 추구하며 정복한 국가와는 어떠한 조약도 맺지 않습니다. 그들을 파괴합니다. 그들의 정치적, 경제적 존재 전체를 빼앗아가고 심지어는 그들의 역사와 문화까지 박탈하러 합니다. 그들은 자신들이 모든 권리를 가진 중요공간이자 완전히 빈 영토들로 여기고 있습니다.
원래 국가에 있던 사람들은 그들에게는 가축에 불과합니다. 그들은 학살이나 추방을 명령하고 있습니다. 정복자들을 위한 공간을 확보하라고 강요하고 있습니다. 그들은 전쟁에 필요한 조공을 달라는 강요조차 하지 않습니다. 그들의 모든 재산을 빼앗고 반란을 막기 위해 독립을 빼앗긴 사람들의 육체적, 정신적 타락을 과학적으로 이끌어가고 있습니다.

프랑스는 제2차 세계 대전 기간 발생했던 사건을 기준으로 몇 단계로 나눌 수 있다.
- 1939-1940년 "가짜 전쟁" 시기: 프랑스에서는 드롤 드 귀르(drôle de guerre), 폴란드에서는 '이상한 전쟁'(dziwna wojna), 독일에서는 '앉은뱅이 전쟁'(Sitzkrieg)이라고 부른다.
- 1940년 5-6월 프랑스 공방전 시기: 이 전역에서 연합군이 패배해 프랑스 제3공화국이 붕괴하고 프랑스 북부와 서부는 독일의 군정체제에 들어갔으며 독일군이 점령하지 않은 프랑스 남부에서는 잔존국인 비시 프랑스가 세워졌다.[54]
- 점령에 대한 저항시기: 저항 이외에도 비시 프랑스와 자유 프랑스의 식민지 사이에 대한 프랑코-프랑스 분쟁과 더불어 6월 18일 연설 이후 연합군 편에서 계속 저항한 샤를 드골 장군의 자유 프랑스 정부는 영국으로부터 프랑스의 망명정부로 인정받았다. 1942년 11월 11일 연합군의 북아프리카 상륙 작전으로 비시 프랑스는 추축국과 연합국 양쪽으로 침공받아 독립정부로써는 사실상 멸망했고, 이후 프랑스 점령 기간 명목상의 정부로만 존속했다. 프랑스령 북아프리카에 있던 비시 프랑스군은 편을 바꿔 자유 프랑스군에 합병되어 1943-1944년 튀니지 전역, 이탈리아 전역, 코르시카섬 해방 등의 작전에 참여했다.
- 프랑스 해방 시기: 1944년 6월 6일 D데이인 노르망디 상륙과 오버로드 작전, 1944년 8월 15일 용기병 작전으로 시작된 프랑스 본토해방은 1944년 8월 25일 제2기갑사단의 파리 해방으로 이어졌으며 새로 해방된 수도인 파리에서의 프랑스 공화국 임시정부 수립으로 이어졌다.
- 재건된 프랑스 임시공화국 정부의 제1군이 라인강 진격전과 독일 본토 침공으로 1945년 5월 8일까지 이어졌다.

#### 식민지와 종속국

##### 아프리카
아프리카의 프랑스 식민지에는 프랑스령 서아프리카와 프랑스령 적도 아프리카와 프랑스가 통치하는 국제연맹 위임통치령인 프랑스령 카메룬
, 프랑스령 토골란드, 프랑스령 마다가스카르, 프랑스령 소말릴란드, 보호령인 프랑스령 튀니지, 프랑스령 모로코가 있다.
프랑스령 알제리는 당시 식민지나 종속국이 아니라 프랑스 본토의 일부로 취급되었다.

##### 아시아와 오세아니아

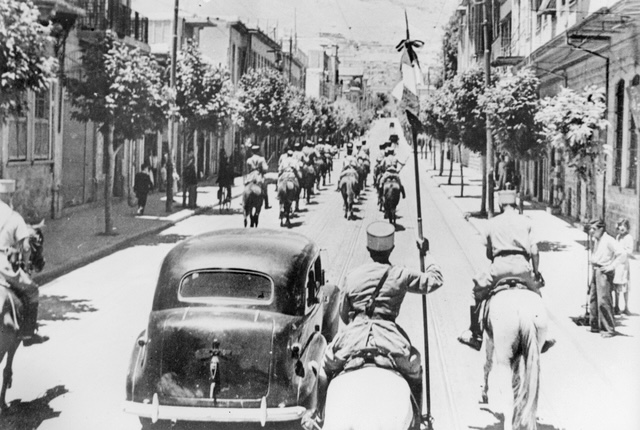
1941년 6월 말 다마스쿠스 함락 당시의 모습. 자유 프랑스군의 차량이 길거리를 행진하고 있다.

아시아와 오세아니아의 프랑스 식민지에는 프랑스령 폴리네시아, 왈리스 푸투나, 누벨칼레도니, 뉴헤브리디스 제도, 프랑스령 인도차이나, 프랑스령 인도, 광저우만 조차지, 위임통치령인 대레바논, 프랑스 위임통치령 시리아가 있다. 1936년 프랑스 정부는 프랑스와 시리아 간 체결한 프랑스-시리아 독립조약에 따라 시리아 위임통치령의 독립을 시도했다. 하지만 프랑스 내에서 조약에 대한 반대가 커졌고 조약은 비준되지 않았다. 시리아는 1930년에 공식적으로 공화국이 되어 거의 자치권을 행사하고 있었다. 1941년에는 영국이 주도하고 자유 프랑스군이 참여한 엑스포터 작전으로 중동의 비시 프랑스군이 축출되었다.

##### 아메리카
아메리카의 프랑스 식민지에는 마르티니크, 과들루프, 프랑스령 기아나, 생피에르 미클롱이 있다.

### 소련

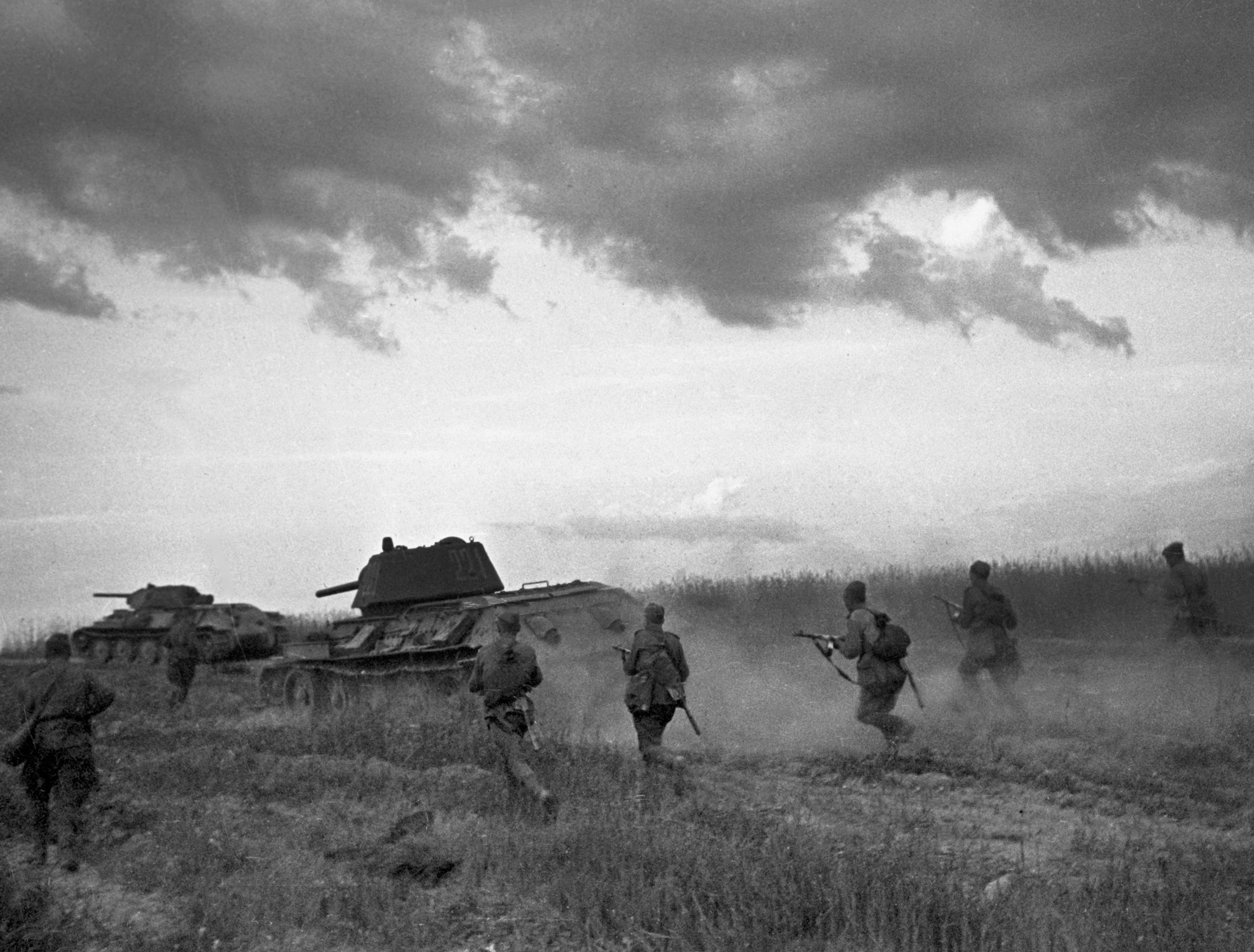
1942년 브랸스크에서 진격중인 소련군 병사와 T-34 전차.

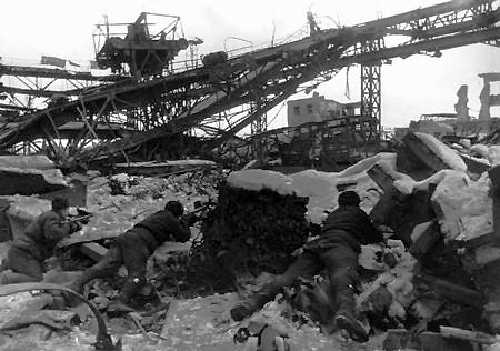
스탈린그라드 전투 기간 스탈린그라드의 폐허에 있는 소련군 병사.

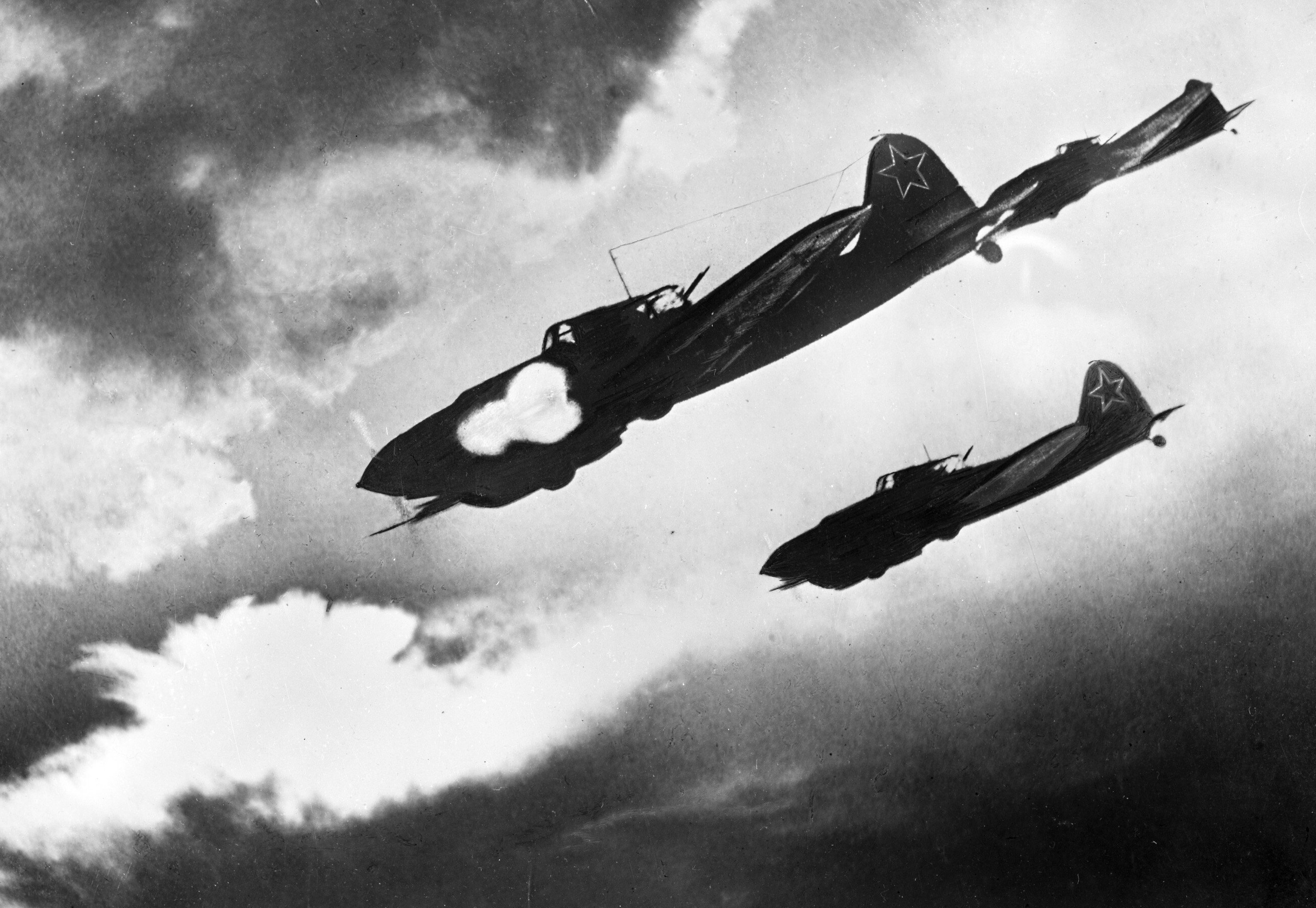
1943년 쿠르스크 전투 기간 독일 지상군을 공격하는 소련 일류신 Il-2의 모습.

#### 역사
소련과 독일과의 전쟁을 앞두고 양국 관계는 여러 국면을 거쳤다. 소련 공산당 서기장 이오시프 스탈린을 위시로 한 소련 정부는 1935년부터 1939년까지 공산주의와 비공산주의 단체를 포함한 반파시즘 연합전선인 소위 인민 전선 운동을 지원했다. 인민 전선 전략은 1939년 소련이 폴란드를 침공하고 독일과 폴란드 분할 및 점령에 합의하면서 1941년까지 중단되었다. 소련은 연합국과 추축국 간 갈등을 "제국주의 전쟁"이라 불렀기 때문에 1939년부터 1941년까지 연합국과 추축국 양 쪽 모두를 지지하지 않았다.
스탈린은 히틀러의 저서 《나의 투쟁》을 읽어보는 등 히틀러를 연구하여 히틀러가 소련을 파괴하러 생각한다는 것을 잘 알고 있었다. 1933년 초 소련 지도층은 독일이 리투아니아, 라트비아, 에스토니아를 점령해 침공해 올 위험성에 우려를 표했으며, 1933년 12월에는 발트3국의 주권을 보장하는 폴란드-소련 공동선언문을 협상하기 시작했다. 하지만 폴란드는 독일과 핀란드의 반대로 협상장에 나왔다. 이 때 소련과 독일은 폴란드의 영향력을 두고 서로 경쟁했다.
1939년 8월 20일, 게오르기 주코프가 이끄는 소련군이 몽골 인민공화국과 함께 몽골 동부 지역의 할힌골 전투에서 일본에 승리하면서 동쪽으로의 위협이 제거되었다. 이와 같은 날 이오시프 스탈린은 독일의 총통 아돌프 히틀러의 지령을 받은 외무장관 요아힘 폰 리벤트로프로부터 외교회담을 위해 모스크바로 향하겠다는 전보를 받았다. 1939년 여름까지 스탈린은 영국과 프랑스와 외교관계 개선을 시도했으나 그다지 반응이 좋지 않아 포기했었다.
8월 23일에는 소련의 외무장관 뱌체슬라프 몰로토프와 독일의 외무장관 리벤트로프가 동유럽을 두 정권의 '영향권'으로 분할하고, 특히 폴란드에서 "정치적, 영토적 재구조화 사건"이 발생할 경우 양국이 폴란드를 분할한다는 내용의 비밀조항이 담긴 독일-소련 불가침 조약을 체결했다.
1939년 9월 15일, 스탈린은 일본과 평화 협정을 맺었으며 다음 날 발효되었다.(이 조약은 1941년 4월 소련-일본 중립 조약으로 계승되었다.) 그 다음날인 9월 17일 소련군은 동쪽에서 폴란드를 침공하기 시작했다. 전투는 10월 5일까지 지속되었지만 독일과 소련 양국은 9월 25일 브레스트리토프스크에서 군사 퍼레이드를 열어 승전을 선언했고 9월 28일에는 독일-소련 국경 및 친교 조약을 맺어 군사 협력을 더욱 강화했다. 1939년 독일과 소련의 폴란드 점령은 일종의 공동교전국 취급을 받았다.
1939년 11월 30일에는 소련이 핀란드를 침공하면서 국제 연맹에서 추방당했다. 이듬해인 1940년에는 세계의 관심이 독일의 프랑스 침공과 노르웨이 침공에 쏠리는 동안 소련군은 리투아니아, 라트비아, 에스토니아와 루마니아 일부분을 점령했다.
독일-소련 조약은 1941년 6월 22일 독일이 소련을 기습 공격하며 종결되었다. 1941년 소련 침공 후 스탈린은 독일을 향한 새로운 대중전선 전략을 위해 서방 연합국을 지지하고 국제 공산주의 운동에게 나치에 반대하는 모든 사람들과 연합할 것을 촉구했다. 소련은 뒤이어 영국과 동맹 협정을 체결했다. 소련에 이어 다른 공산주의 국가나 친소 국가, 혹은 소련이 점령했던 영토도 추축국에 선전포고했다. 소련에 뒤따라 선전포고한 국가나 조직으로는 알바니아 국민해방운동, 중국 홍군, 그리스 국민해방전선, 후크발라합, 말라야 공산당, 몽골 인민공화국, 폴란드 인민군, 투바 인민공화국(1944년 소련에 합병), 베트민, 유고슬라비아 파르티잔 등이 있다.
1945년 소련은 일본의 괴뢰국인 만주국에 선전포고하여 장개석이 이끄는 중국국민당의 국민정부와 협력했다. 또한 일본군을 몰아낸 후 만주를 점령한 소련군은 마오쩌둥이 이끄는 중국공산당과도 협력했다.

### 미국

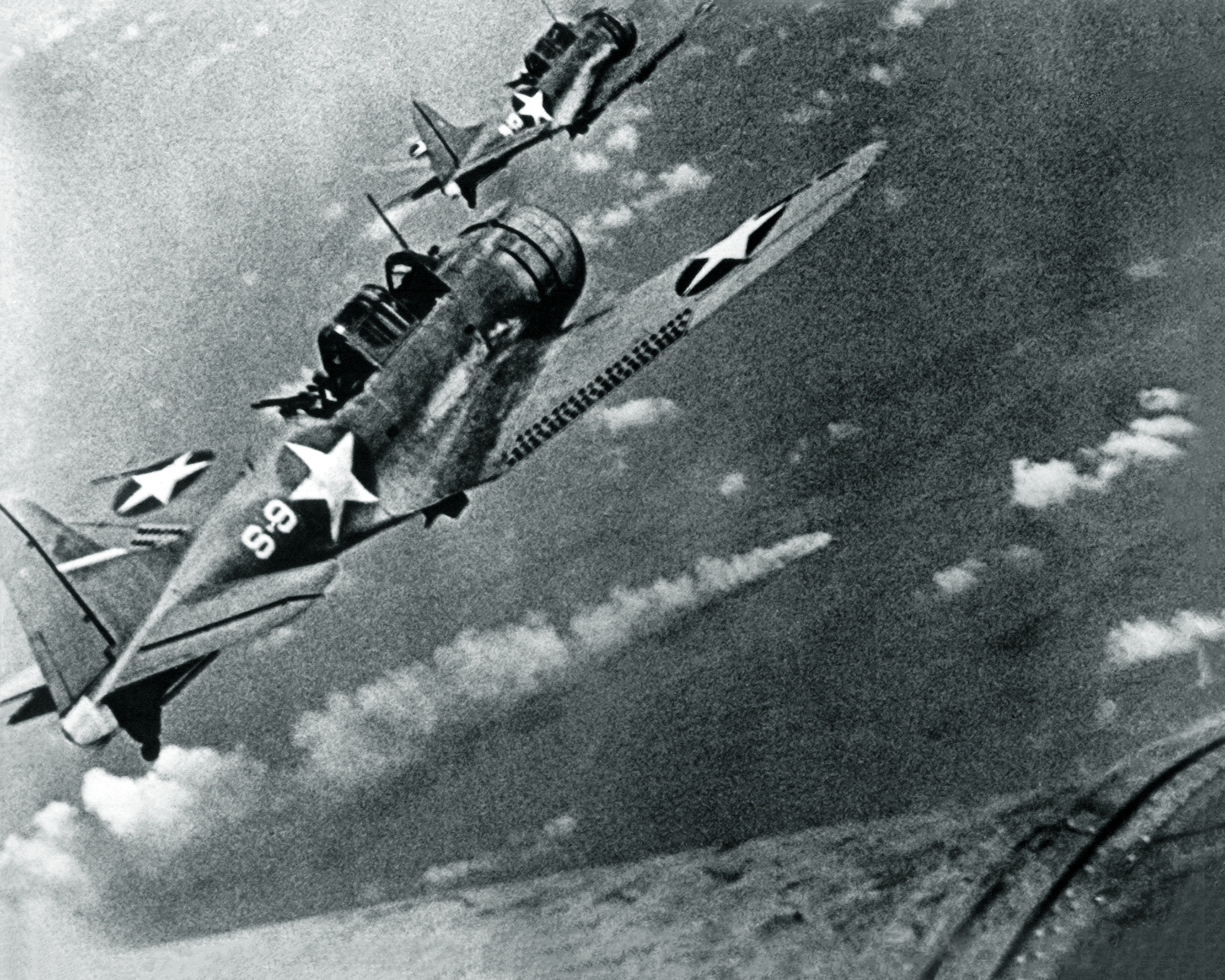
1942년 6월 미드웨이 해전에서 일본 순양함 미쿠마를 공격하는 미군의 SBD 돈틀리스 급강하 폭격기.

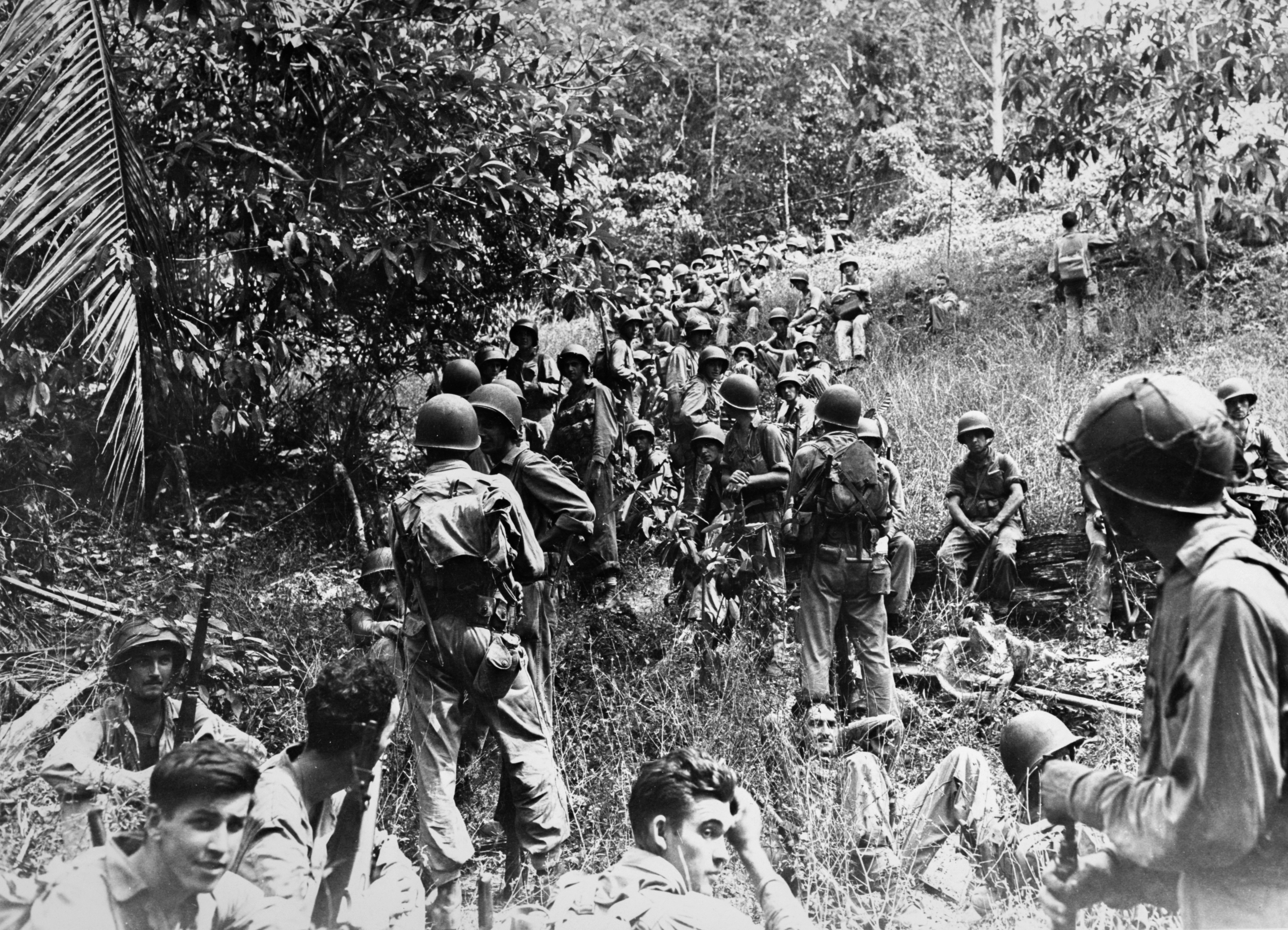
1942년 11월 과달카날 전역에서 미 해병대의 모습.

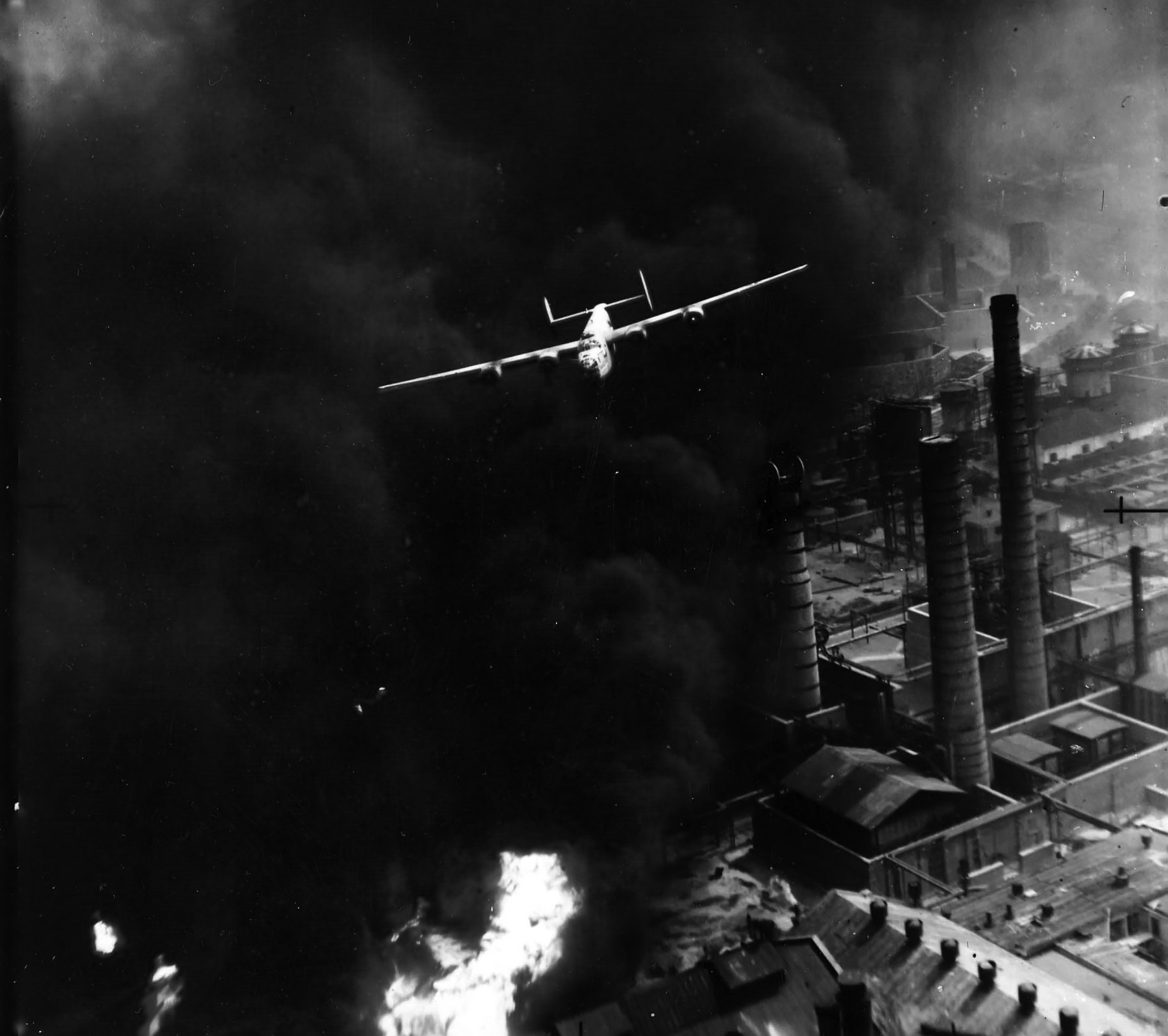
1943년 8월 1일 티델 웨이브 작전으로 플로이에슈티의 정유공장을 폭격하는 미 컨살러데이티드 B-24 리버레이터 폭격기의 모습.

#### 전쟁 정당화
미국은 1941년까지 독일에 대한 영국의 전쟁노력을 간접적으로 지원했으며, 독일의 확장주의를 저지했다. 영국을 향한 물자지원은 1941년부터 미국이 중립을 지키는 시기까지 무기대여법(렌드리스)을 통해 이루어졌다.
미국의 대통령 프랭클린 D. 루스벨트와 영국 총리 윈스턴 처칠은 1941년 8월 "나치의 최종 파괴"를 위해 끝까지 헌신하겠다는 대서양 헌장을 발표했다. 대서양 헌장에 서명하고 '유엔'에 가입한 국가는 연합국의 일원이었고, 이 국가들은 1945년 결성된 세계기구인 유엔의 회원국 자격을 얻었다.
미국은 일본과의 전쟁에서 중국 국민정부를 강력하게 지원했으며, 중국 국민정부에 군사 장비, 보급품, 자원군을 제공하여 전쟁 노력을 지원했다. 1941년 12월 일본이 진주만 공격으로 개전하자 미국은 일본에 선전포고했고, 일본의 동맹국이었던 독일과 이탈리아가 미국에 선전포고하여 미국이 제2차 세계 대전에 참전했다.
미국은 연합국, 특히 4명의 경찰관 사이 연락에 중요한 역할을 했다. 1941년 12월 아르카디아 회담에서 미국과 영국이 워싱턴에 연합합동본부 수립을 합의하여 미국과 영국의 군사결정을 논의했다.

#### 역사
1941년 12월 8일 진주만 공습 이후 미국 의회는 프랭클린 D. 루즈벨트 대통령의 요청에 따라 일본에 선전포고했다. 이어서 독일과 이탈리아가 12월 11일에 대미 선전포고를 시행하여 미국은 유럽전선에도 뛰어들었다.
미국은 1941년부터 1945년까지 태평양 지역에서 연합군을 이끌고 일본군에 대항했다. 1943년부터 1945년까지 미군은 드와이트 D. 아이젠하워 장군의 지휘 아래 유럽에서 서방 연합군의 전쟁 노력을 주도하고 조정했다.
진주만 공습에 이어 일본군이 태평양 전역의 연합국 거점을 공격하면서 미국은 전쟁 초 수개월 간 필리핀, 괌, 웨이크섬과 그 너머 알류샨 열도의 애투섬과 키스카섬을 빼앗기는 등 막대한 손실을 입었다. 미 해군은 일본을 상대로 초기에 몇몇 성공을 거두었다. 그 중 하나는 둘리틀 공습으로 일본 산업 중심지를 폭격한 사건이었다. 또 하나는 산호해 해전으로 뉴기니섬의 포트모르즈비를 공격하러는 일본군을 격퇴한 일이었다.
태평양 전쟁은 미드웨이 해전을 전환점으로 바뀌었는데, 당시 미드웨이에서 일본군은 미 해군 항공모함을 끌어내 파괴하고 미드웨이를 장악하여 일본군을 하와이 근해로 진출하기 위해 전력을 모아 미군에 비해 숫적 우위를 차지했다. 하지만 미군이 역으로 일본군의 항공모함 6척 중 4척을 침몰시키는 데 성공했다. 그 후 미국은 일본이 점령한 진지를 향해 공세를 시작했다. 1942년부터 1943년까지 진행된 과달카날 전역은 연합국과 일본군이 과달카날섬을 점령하기 위한 소모전 중 하나이다.

#### 식민지와 속령

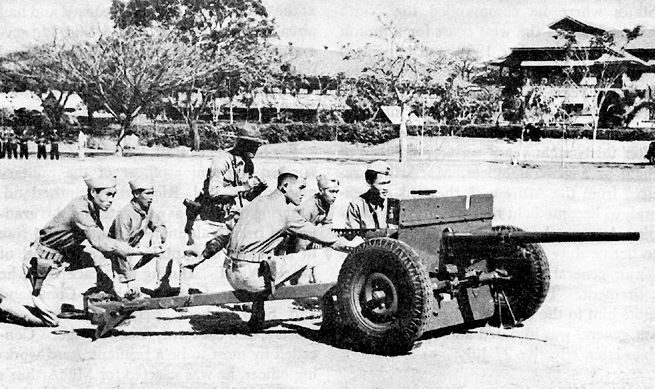
포트 윌리엄 맥킨리에서 훈련 중인 필리핀 척후대 병력들이 37 mm 대전차포를 발포하는 모습.

##### 아메리카와 태평양 지역
미국의 아메리카 지역의 속령에는 알래스카 준주, 파나마 운하 지대, 푸에르토리코, 미국령 버진아일랜드가 있었다.
태평양 지역에는 아메리칸사모아, 괌, 하와이 준주, 미드웨이 환초, 웨이크섬 등등 여러 섬을 속령으로 가지고 있었다. 태평양의 이런 속령들은 태평양 전쟁 시기 전장이 되었다.

##### 아시아 지역
필리핀 자치령은 미국의 '제휴국'이라고 불린 일종의 주권 보호령이었다. 1941년부터 1944년까지 필리핀은 일본이 점령하여 명목상의 국가인 필리핀 제2공화국이라는 일본의 괴뢰국이 세워졌다.

### 중국
1920년대에 소련은 중국국민당의 국민정부에게 군사 지원을 제공하고 당, 국가, 군대의 통합이라는 레닌주의 노선에 따라 당을 재편하는 데 도움을 주었다. 이 대신 국민당은 중국공산당 당원들이 개별적으로 국민당에 입당할 수 있도록 허용했다. 하지만 1928년 국민당의 북벌이 끝나 명목상 중국이 통일된 이후 장제스 총통은 당내 좌파를 숙청하고 반란을 일으킨 중국공산당, 전 군벌 세력, 기타 군국주의 세력과 싸웠다.
중국이 분열되어 일본은 전면전을 벌이기 않고도 영토를 하나씩 점령할 수 있었다. 1931년 만주사변으로 일본은 만주를 점령하고 괴뢰국인 만주국을 건설했다. 1930년대 초중반 장제스의 반공 및 반군국주의 운동과 일본과의 계속된 소규모 분쟁이 이어졌으며, 대부분 군사적으로 중국이 패배하여 불리한 합의와 양보로 계속 이어졌다.
1936년 장제스는 장쉐량에게 납치되었다가 풀러나는 사건 이후 반공 군사작전을 중단해야 했고 장제스는 마지못해 공산당과 명목상의 동맹을 맺어 공산당은 명목상 국민당의 지휘 아래 일본에 맞서 싸우기로 합의했다. 1937년 7월 7일 루거우차오 사건으로 중국과 일본은 본격적인 전쟁에 돌입한다. 중국이 계속 일본에 대항하길 원했던 소련은 1941년 소련-일본 중립 조약 체결까지 계속 중국을 지원했다.
진주만 공습 이후인 1941년 12월 중국은 독일, 이탈리아, 일본 3개 국가에 공식적으로 선전포고했다. 태평양 전쟁의 일부로 중국은 연합국에서 "빅 3"중 한 국가보다 더 많은 병력을 투입한 국가였으며 동부 전선에 투입된 소련군의 수보다 더 많았다.
한편 일본과의 전선 후방에서 공산당과 국민당 간의 지속적인 충돌이 계속 쌓여 분열이 터져 두 세력간의 항일 협력은 사실상 결렬되었으며 1945년 일본이 항복할 때까지 중국은 장개석이 이끄는 국민정부와 마오쩌둥이 이끄는 공산당 중국으로 나뉘어 있었다.

#### 주요 세력

##### 중국국민당

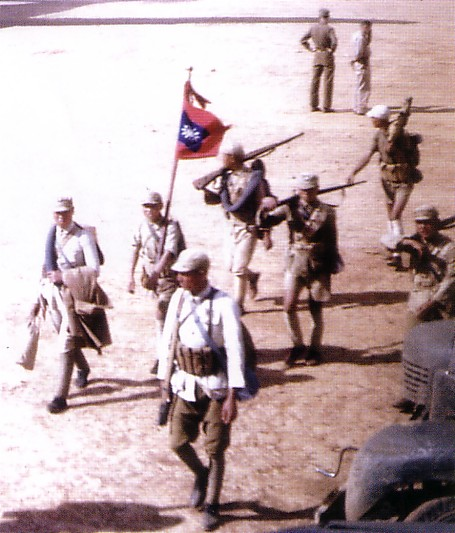
중일전쟁 기간 중국 국민정부를 위해 싸웠던 국민혁명군 병사의 모습.

독일과 이탈리아가 일본과 동맹을 맺기 전까지 중국 국민정부는 독일과 이탈리아 양국과 좋은 관계를 유지했다. 1930년대 초 중독 협력은 군사와 산업 부문에서 활발히 이루어졌다. 나치 독일은 중국의 무기 수입과 전문 기술을 큰 폭으로 지원했다. 1930년대 중국 국민정부와 이탈리아 간의 관계는 왔다갔다하여 한 때는 이탈리아가 에티오피아 제국을 침공했을 당시 국민정부가 국제 연맹의 대이탈리아 제재를 따랐지만 국제 제재는 실패했고 파시스트 이탈리아와 국민정부 사이 관계는 얼마 지나지 않아 정상으로 들아왔다.
1936년까지 무솔리니는 국민정부에게 이탈리아 공군 및 해군 임무를 제공해 국민정부의 일본 침공과 공산주의 반군에게 맞서 싸울 수 있도록 지원했다. 또한 이탈리아는 톈진 조계지를 통해 중국을 지원하며 중국 내에서 강한 상업적 이익관계와 시장을 점유했다. 하지만 1936년 이후 이탈리아와 중국 국민정부 간 관계는 뒤바뀌는데 일본이 이탈리아에게 만주국을 인정하는 대신 일본은 에티오피아 점령지를 포함한 이탈리아 제국의 영유를 인정하겠다는 외교 제안을 보냈고 이탈리아의 외무장관 갈레아초 치아노는 1936년 10월 23일 이 제안을 받아들이면서 이탈리아는 만주국을 인정하고, 일본은 이탈리아 제국을 인정하며 이탈리아와 일본 간 관계가 더 강화된다.
국민정부는 미국하고도 긴밀한 관계를 맺었다. 미국은 1937년 일본의 중국 침공을 중국의 주권 불법침해로 간주하여 반대했고, 국민정부에 외교적, 군사적, 경제적으로 지원했다. 특히 미국은 미일간 무역에 전면적인 금수 조치를 취해 일본의 전쟁 노력을 완전히 방해하러 시도했는데 당시 일본은 석유의 80%를 미국에게 의존하고 있어 대일 금수 조치는 석유 확보를 하지 않고선 일본이 중국과의 전쟁을 계속할 수 없는 경제적, 군사적 위기를 초래했다. 1940년 11월 미국의 군사고문관 클레어 셔놀트는 중일간의 항공전이 어려운 상황이라는 것을 파악하고 중국과 함께 일본에 맞서 싸울 미국의 전투기 조종사 의용군 편대인 플라잉 타이거스를 조직하기 시작했다. 미국의 대통령인 프랭클린 D. 루즈벨트는 1941년 초 중국 파견을 허가했다. 하지만 이들은 진주만 공격 이후에서야 작전을 시작했다.
소련은 중화민국을 인정했지만 국민정부에게 중국공산당과 화해하고 정부 내에 공산주의자 활동을 허가하라고 요구했다. 또한 소련은 전쟁 중 중국국민당과 중국공산당 간 군사 협력도 요구했다.
중국은 연합국 중 가장 오랫동안 추축국과의 전쟁을 진행했으나 공식적으로 연합국에 합류한 시점은 1941년 12월 7일 진주만 공격 이후이다. 중국은 태평양 전쟁에서 연합국이 참전하기 이전부터 일본과 계속 전쟁했다. 장제스 총통은 미국의 연합국 참전으로 승리가 확실해졌다고 보고 독일과 기타 추축국에도 선전포고했다. 하지만 버마 로드가 폐쇄되고 전쟁 초기 연합국이 연이어 군사적 패배를 맞으면서 연합국의 원조가 저조했다. 쑨리런 장군은 예낭야웅 전투에서 일본군에게 포위된 영국군 7천명을 구조하기 위해 중국군을 지휘했다. 이후 쑨리런 장군의 중국군이 버마 북부를 장악하고 레도 로드를 건설해 중국으로 향하는 육로를 재건했다. 하지만 대부분의 군사 지원은 1945년이 되어서야 도착했다. 일본의 항복 당시에는 150만명의 병력이 중국 대륙에 묶여 있었다.

##### 중국공산당

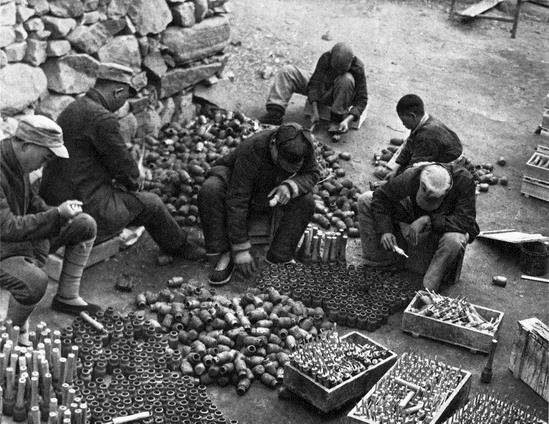
중일전쟁 기간 활동했던 팔로군을 지원하는 농민과 노동자들.

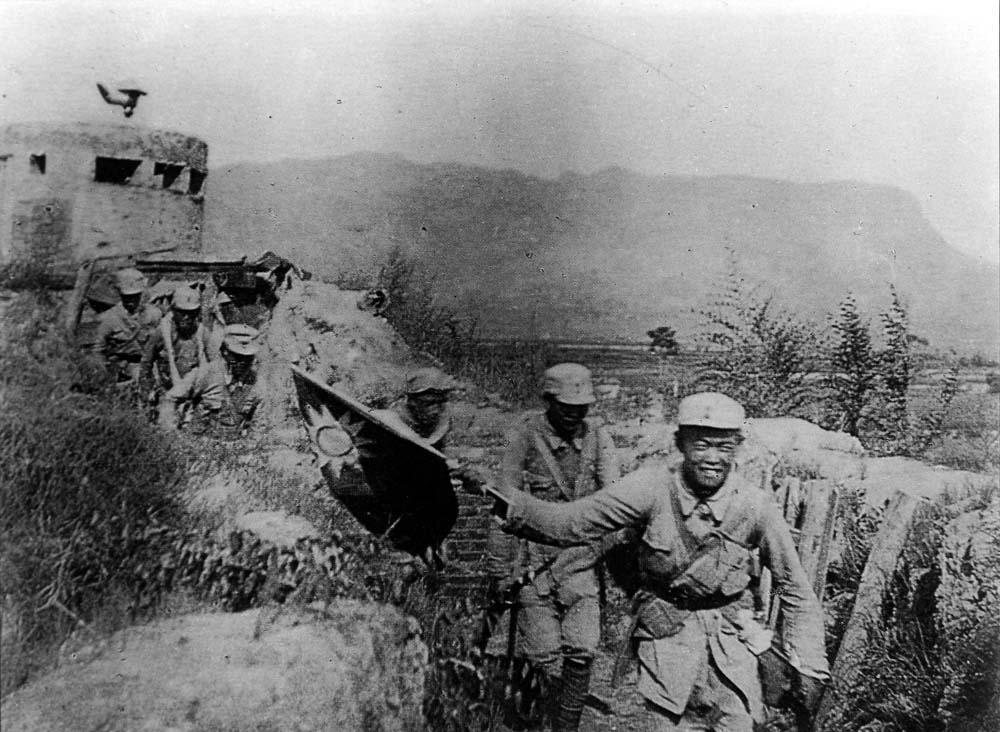
1940년 백단대전 중 중화민국의 국기를 들고 진군하는 중국 공산당군.

중국공산당은 1920년대부터 소련이 암암리에 지원하고 있었다. 소련은 중화민국을 외교적으로는 인정하고 있었으나 이오시프 스탈린은 중국 국민정부에게 정부 내 군사 및 정치직위에 공산당을 인정하고 국민당과 공산당 사이 협력을 지원하라고 요구했다. 이는 1930년대까지 이어졌으며 소련이 특정 국가에서 공산주의자의 영향력을 높이고 나서 정부를 장악하는 계획인 일종의 인민 전선 정강에 속했다.
소련은 중일전쟁 기간 중국공산당과 중국국민당 사이 군사 협력을 촉구했다. 처음에 마오쩌둥은 소련의 요구를 받아들였고 1938년 장제스를 '중국 인민'의 '지도자'로 인정했다. 그리고 소련은 국민당과의 긴장이 늘어나더라도 공산당의 근거지를 확장한다는 목표를 가진 마오쩌둥의 시골에서 "지속적인 게릴라전" 전술을 받아들였다.
1941년 국민당과의 협력이 사실상 결렬된 후 공산당은 일본과의 전쟁이 길어지면서 번영하고 성장했으며 주로 농촌에서의 대중 조직, 가난한 농민에게의 유리한 행정, 토지, 조세 개혁 조치를 통해 기회가 생길 때마다 영향력을 확대했으며 이에 국민당은 군사적 봉쇄와 동시에 일본과 맞서 싸우며 공산주의의 확산을 저지하러 시도했다.
중국에서 공산당의 입지는 1945년 8월 소련의 만주 침공으로 소련이 일본의 괴뢰국인 만주국와 관동군을 붕괴시키며 더욱 강화되었다. 1945년 소련이 대일 참전을 시작하자 마오쩌둥은 1945년 4-5월 사이 중국 전역에서 15-25만명의 군인을 동원해 소련군과 함께 만주를 점령할 계획을 세웠다.

## 기타 연합국

### 알바니아
알바니아는 1946년 파리 평화 회의에서 "제휴국"으로 소급 인정받았고 1947년 2월 10일 열린 이탈리아와의 조약에서 "연합국 및 그 제휴국"(Allied and Associated Powers)의 일원으로 제2차 세계 대전 종전 조약에 서명했다.

### 오스트레일리아
오스트레일리아는 1931년 웨스트민스터 헌장에 따라 오스트레일리아의 국왕을 따르는 주권국이 되었다. 제2차 세계 대전 시작 당시 오스트레일리아는 영국의 외교정책을 따랐고, 1939년 9월 3일에 독일에 선전포고했다. 오스트레일리아의 외교는 1941년 10월 오스트레일리아 노동당의 내각이 수립되면서 더욱 독립적으로 변모했고, 1941년 12월 8일에는 핀란드, 헝가리, 루마니아에게, 다음 날에는 일본에게 각각 선전포고했다.

### 벨기에

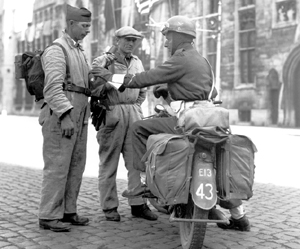
1944년 9월 셸트 전투 기간 브뤼허 마을에 있는 캐나다군과 벨기에 레지스탕스의 모습.

전쟁 이전까지 벨기에는 중립국임을 선언했으며 1940년 5월 10일 독일군이 벨기에를 침공해 연합국에 합류했다. 이후 계속된 전투에서 벨기에군은 프랑스군, 영국군과 함께 독일 침공군에 맞서 싸웠다. 영국군과 프랑스군은 전선 다른 곳에서 빠르게 진격하는 독일군에 맞서다 밀리는 동안 벨기에군은 북쪽 틈새 전선에서 점차 밀려났다. 5월 28일 벨기에의 국왕 레오폴 3세는 더 이상의 저항은 무의미하다고 판단하고 독일군에게 항복을 선언했다.
합법적인 벨기에 정부는 런던의 망명 정부로 재편되었다. 벨기에 병사와 전투기 조종사들은 자유 벨기에군이라는 이름으로 연합군 편에서 계속 교전했다. 벨기에 자체는 점령당했으나 점령지 내에서 큰 규모의 벨기에 레지스탕스가 결성되어 망명 정부와 타 연합국의 조율 아래 느슨하게 움직였다.
1944년 9월 영국군과 캐나다군이 벨기에에 진입하기 시작했고 9월 6일에는 벨기에 수도 브뤼셀을 탈환했다. 하지만 벌지 전투가 일어나 벨기에 전역의 완전한 해방은 1945년 초에아 이뤄졌다.

#### 식민지와 속령
벨기에는 식민지인 벨기에령 콩고와 국제연맹의 위임통치령인 루안다-우룬디를 가지고 있었다. 벨기에령 콩고는 점령당하지 않고 연합국의 중요한 경제적 자산으로 지원했으며, 콩고에 매장되었던 상당한 양의 우라늄을 통해 연합국의 원자폭탄 개발을 지원했다. 또한 벨기에령 콩고의 군사는 동아프리카 전역에 파견되어 이탈리아 식민군과 교전했다. 식민지의 군사인 벨기에 공안군은 영국군 소속으로 마다가스카르, 중동, 인도, 버마 등 타 전선에서도 파견되었다.

### 브라질
처음에 브라질은 연합국과 추축국 양 쪽과 무역을 하며 중립적인 입장을 유지했지만, 브라질의 대통령 제툴리우 바르가스는 친추축국 정책을 펼쳤다. 하지만 전쟁이 진행되면서 추축국과의 무역은 거의 불가능해졌으며 미국은 브라질을 연합국으로 끌어들이기 위해 외교적, 경제적으로 영향력을 가했다.
1942년 초 브라질은 미국이 자국 영토, 특히 남아메리카 가장 동쪽에 있는 전략적인 위치인 나타우에 공군기지를 건설할 수 있도록 허가했으며 1월 28일에는 독일, 일본, 이탈리아와의 외교관계를 단절했다. 그 후 브라질 상선 36척이 독일과 이탈리아 해군의 공격으로 침몰되자 브라질 정부는 1942년 8월 22일 독일과 이탈리아에 정식으로 선전포고했다.
이후 브라질은 1944년 9월부터 1945년 5월까지 25,700명의 원정군을 유럽에 파견했고 주로 이탈리아 전선에서 싸웠다. 또한 브라질 해군과 브라질 공군이 대서양에서 1942년 중순부터 종전시까지 활동했다. 브라질은 제2차 세계 대전 당시 유럽 전구에 원정군을 파견한 유일한 남미 국가이다.

### 캐나다
캐나다는 1931년 웨스터민스터 협정에 따라 캐나다 국왕제 하의 주권자치령 국가가 되었다. 윌리엄 라이언 매켄지 킹 총리는 자율적 외교정책을 상징하는 성명에서 영국이 선전포고 한 후 캐나다 의회의 선전포고 표결안을 7일 연기했다. 캐나다는 1939년 9월 10일 독일에게 선전포고하여 영연방 국가 중 가장 늦게 선전포고한 국가이다.

### 쿠바
쿠바는 멕시코만 입구라는 지형적 위치, 서인도 제도의 주요 무역항으로 역할한 아바나, 쿠바 내의 천연 자원 등으로 쿠바는 아메리카 전구의 중요 참여국 중 하나이며 미국의 무기대여법 프로그램의 주요 수혜국 중 하나이기도 하다. 쿠바는 1941년 12월 추축국에게 선전포고해 라틴아메리카 국가 중 최초로 제2차 세계 대전에 참전했으며 1945년 종전 무렵 쿠바군은 모든 카리브해 국가 중 가장 효율적이고 협력적이었다고 평가받았다. 1943년 쿠바의 순찰정 CS-13이 독일 잠수함 U-176을 격침했다.

### 체코슬로바키아
1938년 뮌헨 협정으로 체코슬로바키아, 영국, 프랑스는 주데텐란트에 대한 독일의 영토 확장 주장을 해결하러 시도했다. 그 결과 1938년 10월 1일 주데텐란트가 독일로 편입되었다. 또한 자올지 지역으로 알려진 체코슬로바키아 동북쪽 국경 지역이 폴란드로 넘어가서 합병되었다. 헝가리 왕국은 제1차 빈 중재에 따라 슬로바키아와 자카르파탸 남쪽 영토를 합병했다.
1939년 3월 14일에는 슬로바키아가 독립을 선포했고 다음 날 헝가리는 자카르파탸 루테니아 나머지 지역을 점령, 합병했으며 독일 국방군은 체코 나머지 지역에 진주했다. 1939년 3월 16일에는 에밀 하하 대통령과 협상으로 뵈멘-메렌 보호령이 수립되었으며 에밀 하하는 명목상 국가대통령이라는 직함을 유지했다. 몇 달 후 전 체코슬로바키아 대통령인 에드바르트 베네시가 망명정부를 조직하고 체코슬로바키아 제1공화국의 정통정부로 외교적 인정을 받기 위해 노력했다. 망명정부가 체코슬로바키아 저항군의 정보를 입수하고 행동을 조율하는 데 성공하자 1941년 영국과 다른 국가는 체코슬로바키아를 정식으로 인정했다. 1941년 12월 체코슬로바키아 망명정부는 추축국에 선전포고했으며 망명군도 전쟁에 참여했다.

### 도미니카 공화국
도미니카 공화국은 제2차 세계 대전 기간 유대인의 대량 이민을 받아들인 몇 안되는 국가 중 하나이다. 에비앙 회담에서 도미니카 공화국은 최대 10만명의 유대인 난민을 받아들이겠다고 제안했다. 미국의 JDC의 지원으로 도미니카 공화국 정착협회(DORSA)가 설립되어 북부 해안의 소수아에서 유대인 정착을 지원했다. 아슈케나즈 유대인 약 700명이 도착하여 1가족마다 땅 33 헥타르, 소 10마리(자식 1명당 소 2마리 추가), 노새와 말, 1만달러 대출(2022년 기준 199,000달러 상당)의 1% 이자 대출을 받았다.
도미니카 공화국은 진주만 공격 후인 1941년 12월 11일 추축국에 공식적으로 선전포고했다. 하지만 카리브해 국가는 공식적인 선전포고 이전부터 전쟁에 사실상 참전하고 있었다. 도미니카 공화국 소속 범선과 스쿠너가 계속 공격받았는데 1,993톤급 상선인 산라파엘이 미국 플로리다주 탬파에서 자메이카 킹스턴으로 향하던 도중 목적지를 약 130 km 앞두고 독일 잠수함 U-125의 어뢰 공격을 받아 급하게 배를 버리고 격침당했다. 산라파엘함의 승무원은 탈출하여 인명 피해는 없었으나 도미니카 공화국의 언론은 "독일 잠수함의 악명과 카리브해에서 이들의 위험"이 고조되는 대표적인 신호라고 보도했다.

### 에티오피아
에티오피아 제국은 1935년 10월 3일 이탈리아의 침공을 받았다. 1936년 5월 2일 에티오피아의 황제 하일레 셀라시에는 5월 7일 이탈리아의 에티오피아 점령 직전에 망명길에 올랐다. 제2차 세계 대전 발발 후 망명한 에티오피아 정부는 1940년 6월부터 시작된 이탈리아의 동아프리카 침공 당시에도 영국과 협력했다. 하일레 셀라시에 황제는 1941년 1월 18일 에티오피아로 복귀했다. 에티오피아는 1942년 12월 독일, 이탈리아, 일본에 선전포고했다.

### 그리스
그리스는 1940년 10월 28일 이탈리아의 침공을 받았고 연합국에 합류했다. 그리스 육군은 알바니아 보호령에서부터 오는 이탈리아군의 공세를 저지하고 그리스로 온 이탈리아군을 다시 알바니아로 밀어냈다. 하지만 1941년 4월 독일이 그리스를 침공하여 독일군은 그리스 본토를 점령했고, 한 달 후에는 크레타섬도 점령했다. 그리스 정부는 망명길에 올랐고 그리스 본토는 괴뢰정부 아래 이탈리아, 독일, 불가리아가 점령한 군정지역으로 분할되었다.
1941년부터 산악 내륙 지방을 중심으로 강력한 저항 운동이 일어났고 1943년 중반에는 "자유 그리스"가 수립되었다. 1943년 9월 이탈리아가 항복한 후 이탈리아 군정 지역은 독일군이 점령했다. 추축군은 1944년 10월 그리스 본토에서 철수했지만 일부 도서지역, 특히 크레타섬은 종전시까지 독일군이 점령하고 있었다.

### 룩셈부르크
전쟁 이전까지 룩셈부르크는 중립국 정책을 취하다가 1940년 5월 10일 독일이 침공한 이후에야 연합국에 합류했다. 침공으로 룩셈부르크 망명정부는 영국으로 정착했다. 망명정부는 점령된 룩셈부르크 지역에 BBC 방송을 이용해 룩셈부르크어 방송을 이어나갔다. 1944년 망명정부는 벨기에 및 네덜란드와 런던 관세 협정을 맺어 베네룩스 경제권 수립을 이루어냈고 브레턴우즈 체제에 합류했다.

### 멕시코
멕시코는 독일 잠수함이 미국으로 원유를 수송하던 멕시코 소속 유조선 SS 오트레로델야노와 SS 파하데오로를 격침하자 1942년 독일에 선전포고했다. 독일의 이 공격으로 멕시코의 대통령 마누엘 아빌라 카마초는 추축국에 선전포고했다.
멕시코는 멕시코 원정공군(FAEM) 일원으로 제201전투비행단을 수립했다. 이 전투비행단은 미국 육군 항공대 제58전투비행군에 소속되어 1945년 여름 필리핀 본섬인 루손섬 탈환 작전의 항공지원임무를 수행했다.
전쟁 기간 멕시코인 약 30만명이 미국의 농장과 공장에서 일했다. 멕시코 출신 미국 국민과 미국 내 멕시코인 약 15,000명은 미군에 입대하여 전 세계 여러 전선에서 교전했다.

### 네덜란드
네덜란드는 1940년 5월 10일 독일의 침공을 받고 연합국의 일원이 되었다. 이후 전역에서 네덜란드가 패해 독일에게 점령당했다. 네덜란드는 1944년에서 1945년 캐나다군, 영국군, 미군, 기타 연합국의 진격으로 해방되었다. 독일 침공에서 탈출한 사람들로 네덜란드 왕립 차량화보병연대(일명 이레네 공주 연대)가 수립되어 1944년 아로망슈, 1945년 네덜란드에서 교전했다. 또한 네덜란드 해군 함정이 영국 해협, 북해, 지중해 등지에서 영국 해군의 일원으로 작전을 수행했다. 또한 영국 항공기를 조종하는 네덜란드 공군이 독일 상공에서 항공전에 참여했다.

#### 식민지와 속령
네덜란드령 동인도(현 인도네시아)는 아시아에서 네덜란드의 주요 식민지였으며 1942년 일본에게 점령당했다. 네덜란드령 동인도 전역에서 네덜란드는 미국-영국-네덜란드-오스트레일리아 사령부(ABDA 사령부)의 일원으로 일본군 저지를 위한 연합국 작전에서 중추적인 역할을 했다. ABDA 함대는 자와해 해전에서 일본군 수상함대와 마주치고 교전 명령을 내렸다. 하지만 해전에서 ABDA 함대는 큰 손실을 입었고 이후 자와섬 주변에서 일어난 해전으로 함대가 격멸되었으며 나중에 ABDA 사령부도 해산되었다. 일본군은 1942년 2월부터 3월까지 네덜란드령 동인도를 점령했다. 네덜란드군과 항공기, 탈출 선박은 연합군 편에서 계속 교전했으며 티모르섬에서 게릴라전을 계속했다.

### 뉴질랜드
뉴질랜드는 1931년 웨스터민스터 협정 이후 뉴질랜드 군주제 하의 독립주권국이 되었다. 1939년 9월 3일 영국이 선전포고한지 수 시간 후 공식적으로 뉴질랜드도 독일에 선전포고하며 빠르게 제2차 세계 대전에 참전했다. 웨스터민스터 협정에 비준하지 않아 전쟁에 선포해야 할 사실상의 의무가 있었던 오스트레일리아와는 달리 뉴질랜드는 영국에 대한 충성의 표시로, 또한 뉴질랜드가 오랫동안 반대해 온 영국의 유화정책을 영국이 포기한 것에 대한 보답으로 전쟁을 선포했다. 선전포고 이틀 후인 9월 5일 뉴질랜드의 총리 마이클 조지프 새비지는 아래와 같이 선언했다.
이전날에 대한 감사와 미래에 대한 자신감으로 우리는 영국과 두려움 없이 앞으로 나아갈 겁니다. 영국이 가는 곳에 우리도 가고, 영국이 서 있는 곳에 우리도 같이 서 있습니다. 우리는 작고 역사가 짧은 국가이지만 마음과 영혼을 한 데 뭉쳐 공동의 목표를 향해 달려가고 있습니다.

### 노르웨이

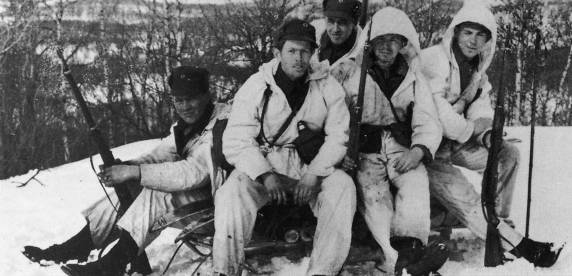
1940년 5월 나르비크 전선의 노르웨이군 병사 모습

노르웨이는 북해와 대서양의 항로를 통제할 수 있다는 전략적 위치때문에 연합국과 독일 모두 상대방이 중립국인 노르웨이를 점령할까 우려했다. 결국 독일은 1940년 4월 9일 베저위붕 작전을 통해 노르웨이를 먼저 공격했고, 두 달에 걸친 노르웨이 전역 끝에 독일이 승리하고 노르웨이를 점령했다.
노르웨이에서 철수했거나 해외에서 훈련받은 노르웨이군은 망명지에서 전쟁에 계속 참전했다.
당시 세계에서 4번째로 컸던 노르웨이 상선단은 연합군을 지원하기 위해 노르트라십으로 재조직했다. 노르트라십은 세계 최대의 해운 회사로 전성기에는 1천척이 넘는 선박을 운용했다.
독일의 침공 당시 노르웨이는 중립국이었으며 노르웨이가 언제부터 연합국에 합류했는지는 불확실하다. 영국, 프랑스, 폴란드 망명군이 독일에 맞서 노르웨이군을 지원했지만 구체적인 합의는 없었다. 노르웨이 내각은 1941년 5월 28일 영국과 군사 협정을 맺었다. 이 협정에 따라 망명 중인 모든 노르웨이군이 영국군 산하로 작전을 수행했다. 노르웨이 망명군은 주로 노르웨이 해방에 사용될 예정이었으나 영국 본토 침공 방어에도 동원되었다. 종전 무렵 노르웨이 주둔 독일군은 1945년 5월 8일 연합군에게 항복했고 연합군은 6월 7일까지 노르웨이를 해방했다.

### 폴란드

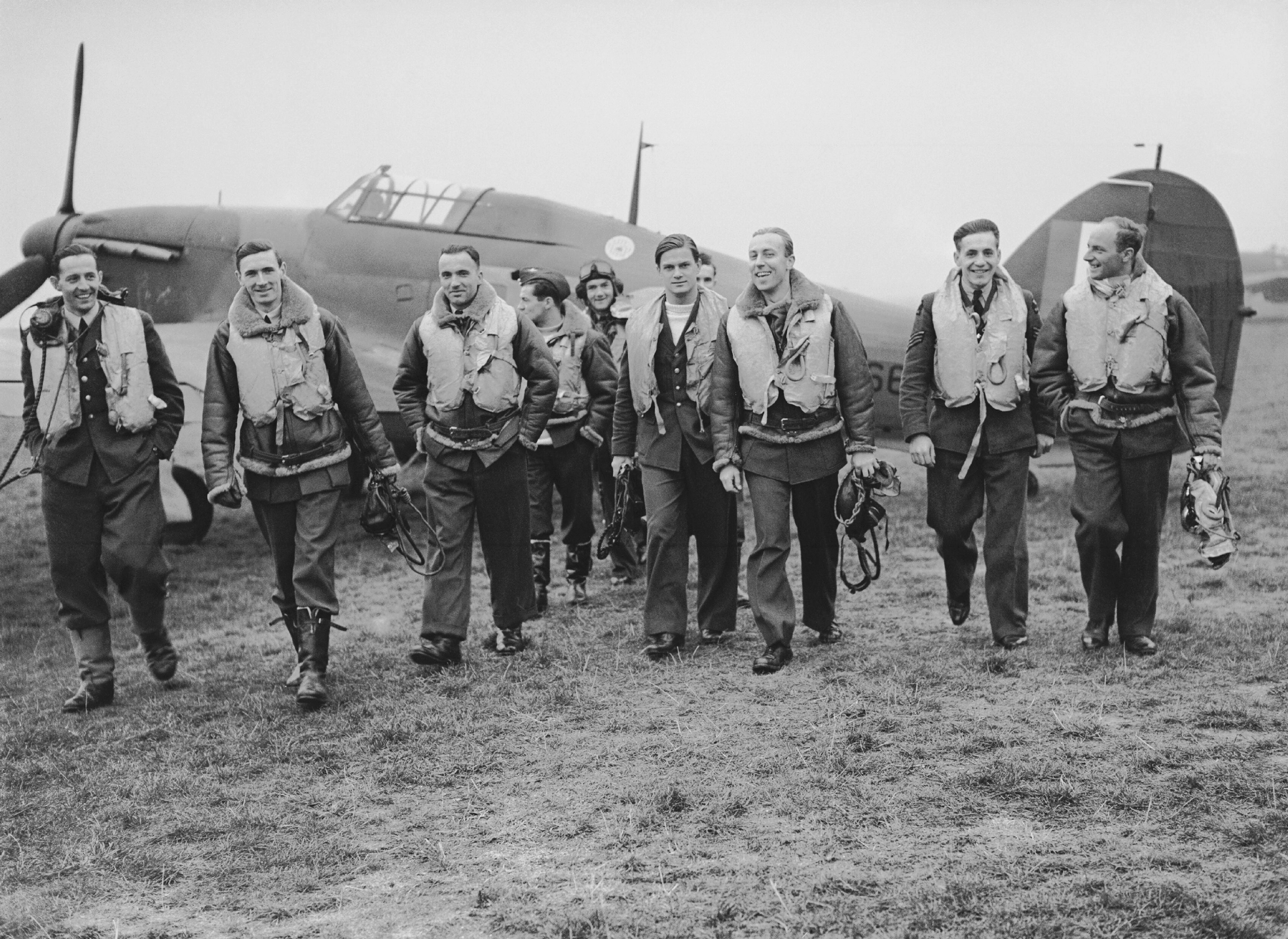
영국 본토 항공전 당시 활동했던 왕립공군 제303편대의 폴란드 조종사 모습

1939년 9월 1일 독일의 폴란드 침공으로 유럽에서 제2차 세계 대전이 발발했고 영국과 프랑스는 9월 3일 선전포고했다. 폴란드는 유럽의 연합국 중 소련과 영국에 이어 세 번째로 큰 규모의 군대를 파견했으나 프랑스보다 먼저 항복했다.
폴란드군은 침공 초기 연이어 독일군에게 패배했다. 소련은 9월 17일 이그나치 모시치츠키 대통령과 에드바르트 리츠시미그위 원수가 루마니아로 망명간 것을 폴란드 국가의 멸망인 일종의 "데벨라티오"(정부소멸)이라고 일방적으로 선언하고 같은 날 폴란드 침공을 시작하겠다고 선언했다. 하지만 붉은 군대는 폴란드 제2공화국 대통령이 루마니아로 피신하기 수 시간 전부터 폴란드를 침공했다. 소련은 9월 17일 새벽 3시부터 침공했고 모시치츠키 대통령은 같은 날 21시 45분에 폴란드-루마니아 국경을 넘어갔다.
폴란드군은 이후에도 독일 및 소련군과 교전했고 폴란드 침공 마지막 교전인 코츠크 전투에서 폴란드군 독립작전집단 "폴레시에" 야전군이 1939년 10월 6일 오전 1시경 탄약 부족으로 결국 항복했다. 폴란드는 나치 독일이나 소련에 공식적으로 항복하지 않았고 잔존 세력은 폴란드 망명정부를 세워 계속 저항했다.

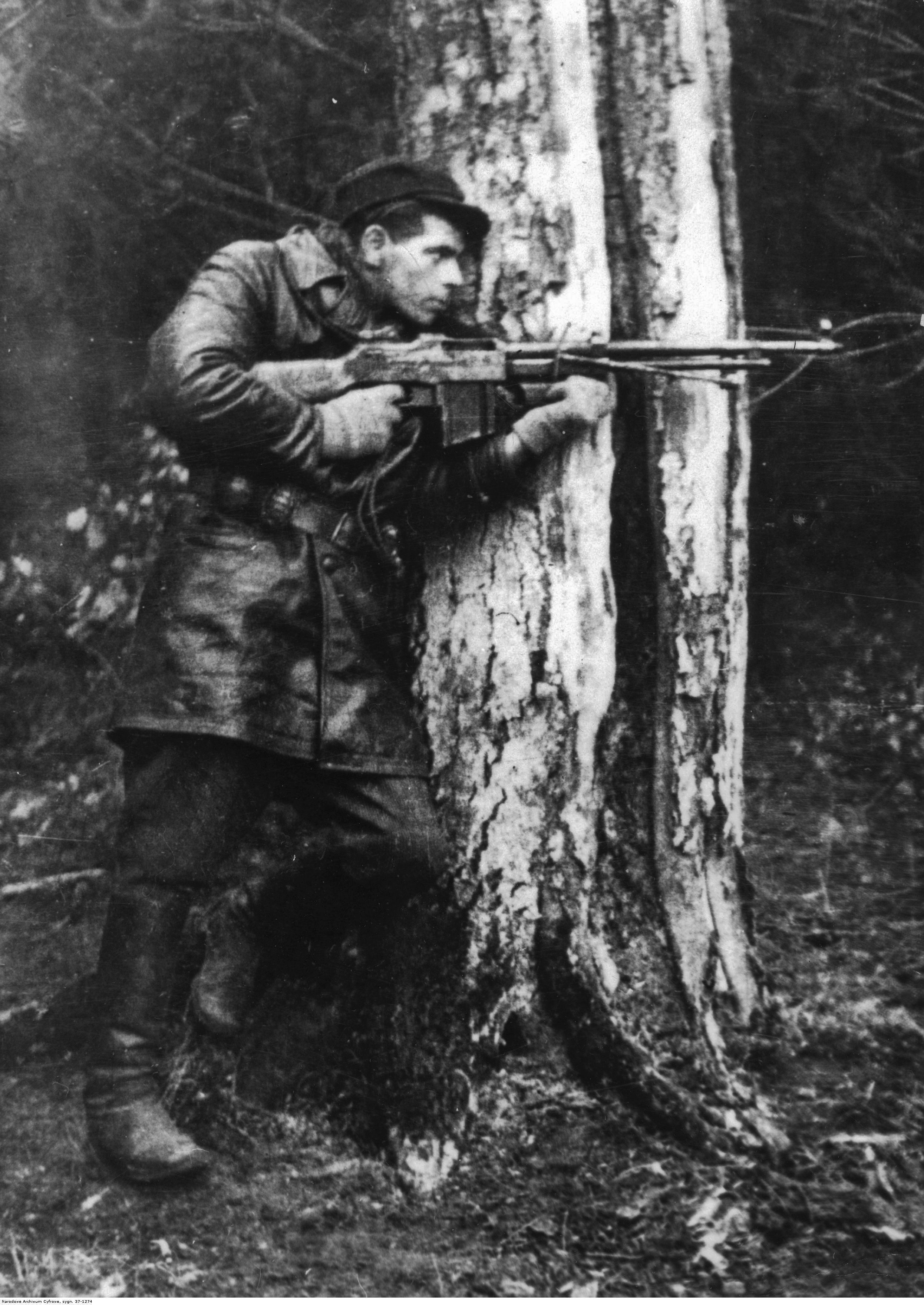
브라우닝 wz. 1928 경기관총을 들고 있는 폴란드 국내군 옝드루시에 부대원

프랑스 내 폴란드군 결성은 1939년 9월부터 시작되었다. 1940년 6월까지 이 병력의 수는 85,000명까지 늘어났다. 이 부대는 노르웨이 전역과 프랑스 공방전에서 교전했다. 하지만 프랑스의 항복 이후에는 폴란드 해외군이 처음부터 다시 시작해야 했다. 폴란드군 조종사는 영국 본토 항공전에서 핵심적인 역할을 맡았으며 북아프리카 전역에서는 별도의 폴란드 부대가 참여했다. 1941년 7월 30일 폴소 협정 체결 이후에는 소련 내에도 폴란드군(제2군단)이 수립되기 시작했다. 민간인 포함 83,000명 병력의 폴란드 제2군단은 1942년 중반부터 소련에서 철수하기 시작했다. 이들은 나중에 이탈리아 전역에 참여했다.
폴란드 정부와 외교단절을 선언한 소련은 1943년 중순부터 자체적인 공산주의 폴란드 정부와 군대를 수립하기 시작했고 1944년 3월 16일에는 지그문트 베를링 지휘 하의 폴란드 제1군을 수립했다. 이 부대는 동부 전선에서 소련군과 함께 교전해 마지막 전투인 베를린 공방전까지 함께 유럽으로 진격했다.
런던에 있는 폴란드 망명정부에 충성한 폴란드 국내군은 유럽에서 가장 큰 지하조직으로 폴란드 점령지 내 다른 소규모 저항조직과 함께 연합군에게 정보를 제공했고 절멸 수용소와 같은 독일이 저지른 전쟁 범죄를 폭로하는 데 앞장섰다.

### 사우디아라비아
사우디아라비아는 1939년 9월 11일 독일과, 1941년 10월에는 일본과의 외교관계를 단절했다. 사우디아라비아는 연합국에게 대규모로 석유를 제공했다. 1943년에는 미국과 외교관계를 수립했다. 압둘아지즈 알사우드 국왕은 프랭클린 D. 루즈벨트 대통령과 개인적인 친구 관계였고, 미국과의 우호 관계를 바탕으로 미국은 다란에 공군기지를 세웠다. 사우디아라비아는 1945년 독일과 일본에 선전포고했다.

### 남아프리카
남아프리카는 1931년 웨스트민스터 협정에 따라 남아프리카의 군주 치하의 주권 국가였다. 또한 남서아프리카의 위임통치령 통치 권한을 가졌다.

### 유고슬라비아

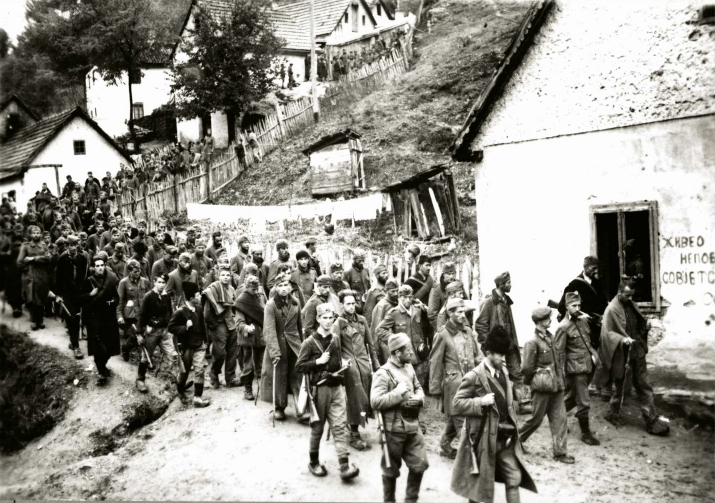
1941년 우지체에서 포로로 잡힌 독일군을 호위하는 체크니크와 파르티잔 병사

유고슬라비아는 1941년 4월 6일 추축국의 침공으로 연합군 편에 서서 참전했다. 하지만 유고슬라비아 왕립 육군은 2주도 되지 않아 완전히 패배했고 4월 18일 유고슬라비아가 점령당했다. 이탈리아의 지원을 받은 크로아티아의 파시스트 안테 파벨리치는 침공이 끝나기도 전에 크로아티아 독립국을 선포했다. 페타르 2세 국왕과 유고슬라비아 정부 구성원 대부분은 해외로 망명했다. 영국에서 나치가 점령한 유럽에서 망명한 다른 수많은 정부와 합류했다. 1941년 6월 헤르체고비나 동부 봉기를 시작으로 종전 무렵까지 유고슬라비아에서는 반추축국 저항전이 계속되었다.

#### 저항 세력

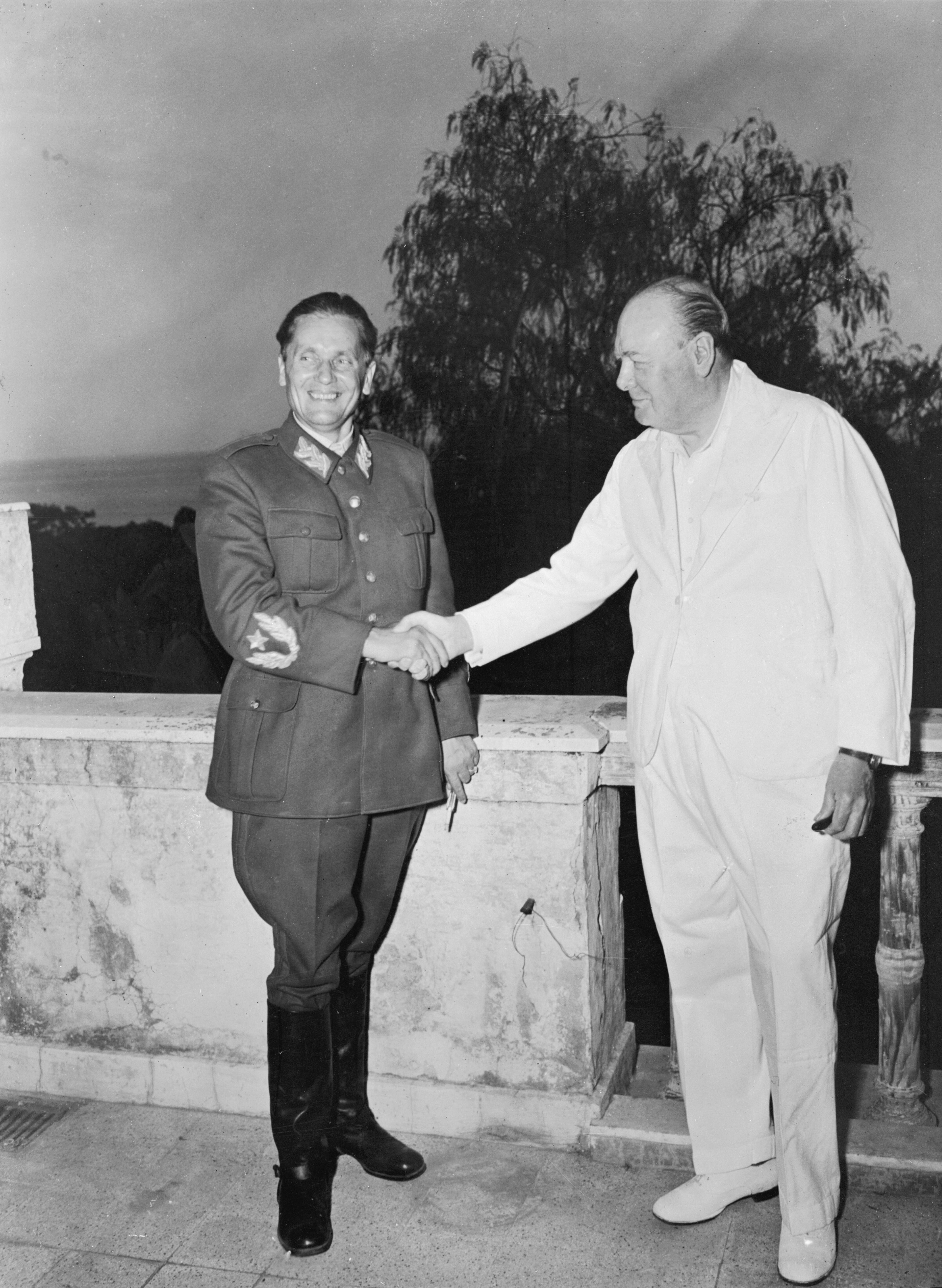
1944년 윈스턴 처칠이 유고슬라비아 파르티잔의 수장 요시프 브로즈 티토를 만난 모습

1941년 말까지 반추축국 저항운동은 크게 왕당파인 체트니크와 요시프 브로즈 티토의 공산주의파인 유고슬라비아 파르티잔으로 나뉘어 전쟁 중 서로 맞서면서 점령군에 저항했다. 유고슬라비아 파르티잔은 전쟁 기간 여러 해방구를 만들며 추축국의 점령에 상당한 저항을 펼쳤다. 1943년 8월에는 유고슬라비아 내에 크로아티아 독립국 및 기타 추축국 부역조직을 제외하고더라도 약 30개의 추축국 사단이 주둔했다. 1944년에는 연합국 주요 세력이 티토의 유고슬라비아 파르티잔과 이반 슈바시치 총리 하의 왕당파 유고슬라비아 정부를 설득해 티토-슈바시치 협정을 맺어 민주연방 유고슬라비아를 수립했다.

##### 파르티잔
유고슬라비아 파르티잔은 추축국의 점령과 유고슬라비아 분할에 반대한 유고슬라비아의 주요 저항 운동 세력이다. 처음에는 파르티잔이 저항운동의 주도권을 두고 체트니크와 경쟁했다. 하지만 1943년 파르티잔은 서방 연합국과 동구권 연합국 양 쪽 모두에게 주요 저항운동으로 인정받았다. 그 후 파르티잔 세력은 1943년 초 10만명에서 1944년 9월에는 64만 8천명으로 급격히 증가했다. 1945년에는 파르티잔이 80만명이 넘는 병력으로 구성된 4개 야전군의 유고슬라비아 인민군으로 재조직되었다.

##### 체트니크

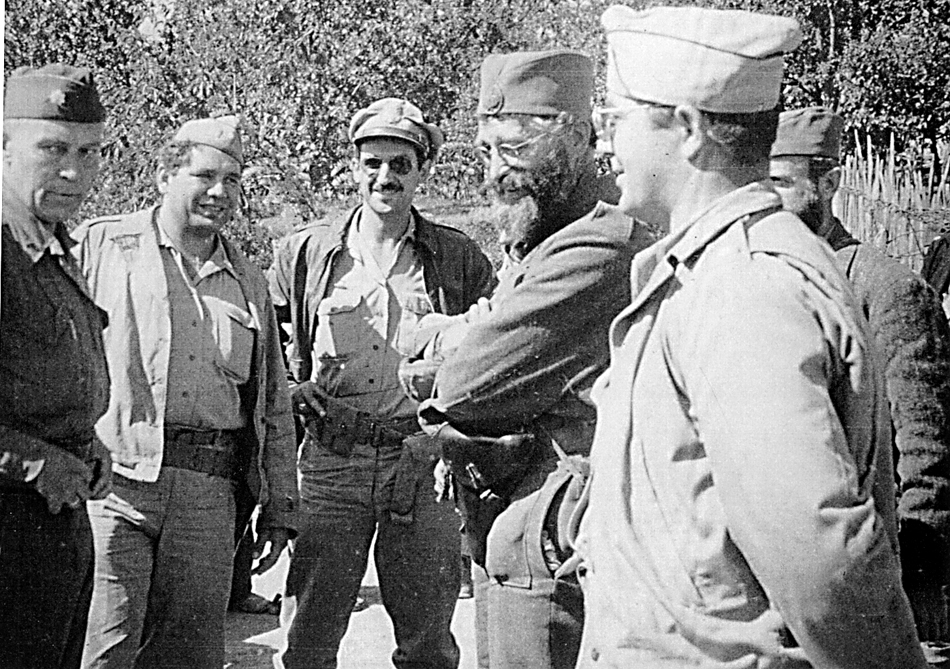
1944년 헤럴드 작전 당시 미군 임무단과 동행한 체트니크 지도자인 드라자 미하일로비치의 모습

"조국의 유고슬라비아 육군"의 축약어인 체트니크는 처음에는 유고슬라비아 내 연합된 주요 저항운동이었다. 하지만 왕정주의와 반공주의라는 견해차 때문에 체트니크는 추축국과 협력하기 시작했고, 이는 파르티잔을 제거하겠다는 전술적 움직임으로 이뤄졌다. 체트니크는 스스로를 '유고슬라비아의 저항운동'이라 소개했으나 실질적으로는 세르브인만의 운동이었다. 1943년 기준 93,000명의 병력으로 최고점에 달했다. 체트니크의 주요 공헌으로는 1944년 헤럴드 작전 당시 미국 전략사무국(OSS)과 협력해 유고슬라비아 상공에서 격추된 연합군 조종사 413명을 구출한 일이다.

## 위성국 및 점령국

### 영국

#### 이집트
이집트 왕국은 1922년부터 명목상 주권국이었으나 실질적으로는 영국의 영향권에 있었으며, 영국의 지중해 함대는 알렉산드리아에 주둔했고 영국 육군은 수에즈 운하 지역에 주둔했다. 이집트는 제2차 세계 대전 거의 내내 중립국이었으나 1936년 영국-이집트 조약에 따라 이집트에 수에즈 운하 방어를 위해 영국군 주둔이 허용되었다. 영국은 이를 통해 이집트를 장악하고 이 지역 전역, 특히 이탈리아와 독일과의 북아프리카 전역에서 연합군 작전의 주요 기지로 사용했다. 영국의 최우선 과제는 동지중해의 통제, 특히 인도 및 호주와의 상선단과 군사적 연결을 위한 수에즈 운하 상시 확보였다.
이집트는 독일군과 이탈리아군이 이끄는 추축국의 전쟁에 직면했다. 파루크 1세 국왕의 이집트 통치에 영국의 불만이 점점 커지다 1942년 압딘 궁전 사건으로 영국군이 왕궁을 포위하고 신정부 수립을 요구하면서 파루크 국왕은 영국의 요구에 사실상 굴복하고 퇴위를 강요받았다. 이집트 왕국은 1945년 2월 24일 유엔에 가입했다.

#### 인도
제2차 세계 대전 발발 당시 영국령 인도군의 병력은 205,000명이었다. 나중에 제2차 세계 대전 기간 인도군은 역사상 가장 큰 규모의 모병제 군대가 되어 250명이 넘는 규모로 성장했다. 이 병력에는 전차, 포, 공수부대가 포함되었다.
제2차 세계 대전 기간 총 30명의 인도군인들이 빅토리아 십자장을 수여받았다. 전쟁 중 인도는 영국보다 더 많은 사상자가 발생했으며 1943년 벵골 기근으로 최소 2-3백만명이 사망했다고 추정된다. 또한 인도는 군인 사망자가 87,000명인데 이는 왕령식민지 중 제일 많은 비율이나 영국군 사망자 382,000명보다는 적다.

#### 버마
버마는 제2차 세계 대전 개전 당시 영국의 식민지였다. 이후 일본군의 침공을 받았고 1943년 벵골 기근의 원인이 되었다. 버마 원주민에게는 식민통치에 반대하는 봉기여서 일부는 일본 편에서 싸웠지만 대부분의 소수민족은 연합군 측에서 싸웠다. 또한 버마는 쌀과 고무 같은 자원도 제공했다.

### 소련 권역

#### 불가리아
중립을 유지하던 불가리아는 1941년부터 1944년까지 추축국에 있었다. 정교회 계열 및 기타 친러파는 보리스 국왕에게 유대인의 강제수용소 퇴출을 허용하지 말아달라고 부탁했다. 국왕은 독일 방문 후 독살로 의심되는 여러 증상을 보이다 사망했다. 불가리아는 소련이 침공하자 저항하지 않고 바로 추축국을 탈퇴한 후 연합국에 합류했다. 이후 불가리아군은 유고슬라비아, 헝가리, 오스트리아에서 소련군과 함께 교전했다. 1947년 평화 조약으로 불가리아는 루마니아로부터 흑해 인근 작은 영토를 확보해 제2차 세계 대전에서 유일하게 영토를 획득한 독일 동맹국이 되었다.

#### 중앙아시아 및 캅카스 국가
제2차 세계 대전 당시 소련군 중 수백만명의 병력이 소비에트 중앙아시아 공화국 출신이었다. 1,433,230명이 우즈베키스탄, 1백만명 이상이 카자흐스탄, 70만명 이상이 아제르바이잔과 기타 중앙아시아 국가에서 온 병력이었다.

#### 몽골
몽골은 1939년 할힌골 전투와 1945년 소련-일본 전쟁에서 일본과 교전했으며 주로 일본과 중국에 대항해 내몽골 자치구 지역을 해방하기 위한 작전을 펼쳤다. 몽골은 1920년대 이후 소련 영향권으로 편입되었다.

#### 폴란드
1944년 폴란드는 브와디스와프 고무우카 공산주의 정권의 수립과 함께 소련 영향권에 편입되었다. 폴란드군은 소련군과 함께 독일에 맞서 교전했다.

#### 루마니아
루마니아는 처음에는 추축국의 일원이었으나 소련이 침공하기 시작하자 편을 바꿨다. 1944년 8월 23일 밤 미하이 1세 루마니아 국왕은 루마니아 국민과 군대를 향한 특별 라디오 담화에서 일방적으로 휴전을 선포하고 루마니아는 연합군 편으로 갈아선다 선포하고 9월 12일 서명 예정이었던 소련, 영국, 미국이 제시한 휴전 협정 제안을 수락하고 독일에게 선전포고한다고 밝혔다. 이 쿠데타는 붉은 군대의 루마니아 진출을 가속화했지만 소련이 곧바로 루마니아를 점령하면서 약 13만명의 루마니아군이 소련군의 포로가 되었고 이들 대부분은 소련의 강제수용소로 끌려가 사망했다.
휴전 협정은 1944년 9월 12일 사실상 소련이 내건 조건 전부로 채결되었다. 휴전 조건에 따라 루마니아는 무조건 항복한다고 발표했다. 소련을 위시로 한 연합군이 루마니아 각 지역에 배치되어 언론, 통신, 우편, 전신 및 기타 행정을 장악했다.
루마니아군은 종전때까지 소련군과 함께 슬로바키아와 독일 지역에서 교전했다.

#### 투바
투바 인민공화국은 러시아 제국 시절 투바 보호령에서 이어져 온, 일부 국가에게 인정받은 국가였다. 투바는 소련의 종속국이었으며 1944년 소련에 합병되었다.

## 공동교전국

### 핀란드
1944년 9월 모스크바 휴전 협정 이후 핀란드는 1945년 4월 라플란드 전쟁에서 연합군 편에 서서 추축군에 교전했다.

### 이탈리아

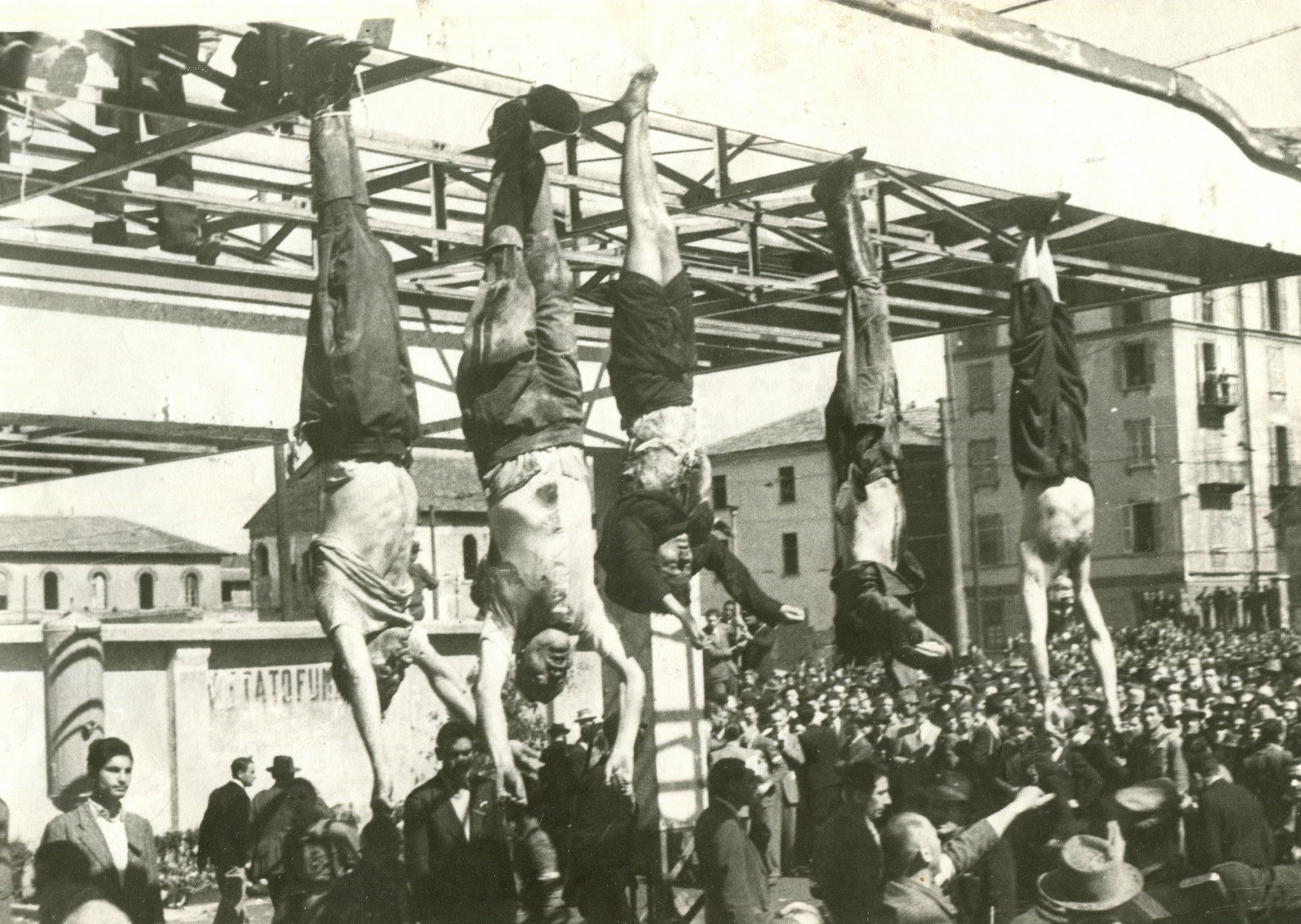
베니토 무솔리니와 그의 첩 클라라 페타치, 기타 이탈리아 파시스트 지도자들이 1945년 이탈리아 파르티잔에게 사살당한 후 공개 전시된 모습

이탈리아는 처음에 추축국의 주요 국가였다. 하지만 이탈리아가 가졌던 모든 식민지를 진격하는 연합국에게 전부 뺏기는 등 여러 차례 군사적 손실을 입자 두체 베니토 무솔리니가 전쟁에서 독일과 동맹을 맺어 이탈리아를 파멸로 이끌었다고 본 파시즘 대평의회 몇몇 의원과 비토리오 에마누엘레 3세 국왕이 합세해 1943년 7월 국왕의 명령으로 무솔리니는 퇴위하고 체포되었다. 비토리오 에마누엘레 3세 국왕은 이탈리아 파시즘의 남은 조직을 해체하고 피에트로 바돌리오 원수를 이탈리아의 총리로 임명했다. 1943년 9월 8일 이탈리아는 연합국과 카시빌 휴전 협정을 맺어 연합국과 휴전을 선포하고 추축국에서 탈퇴하겠다고 발표했다. 독일의 즉각적인 보복을 예상한 국왕과 이탈리아 정부는 연합국의 통제 하에 있는 이탈리아 남부로 이동했다. 독일은 이탈리아 정부의 행동을 배신으로 간주하고 독일군이 즉시 연합국이 통제하지 않은 모든 이탈리아 영토를 점령했으며 일부 지역에서는 이탈리아군 학살이 일어나기도 했다.
이탈리아는 연합국의 공동교전국이 되어 독일이 점령한 북부 이탈리아에서 독일에 맞서 이탈리아 공동교전군이 수립되었으며, 한편 독일 공수부대가 체포된 무솔리니를 구출하고 이탈리아 사회공화국(RSI)이라는 독일의 괴뢰국을 수립했다. 이탈리아는 무솔리니의 퇴임과 체포 직후부터 종전까지 내전 상태에 빠졌으며, 한편 독일이 점령한 지역에서는 친연합국 측 저항군인 레시스텐자가 활동했다.

## 대한민국 임시정부의 지위
대한민국 임시정부를 연합국이라고 주장하는 견해가 있다. 이러한 주장은 주로 대한민국 내에서만, 추축국 일본에 대하여 외교적으로 우월한 지위를 점하기 위한 의도로 제기된다. 이에 따르면 1919년 3·1 운동을 기점으로 구성된 대한민국 임시정부는(임정법통론) 이후 중일 전쟁 동안 중국 국민당과 연합하여 독립운동을 통한 방식으로 대일 항쟁을 시작하였다.
하지만 영국, 중화민국, 소련, 프랑스를 포함하는 연합국은 설립 당시 1910년 한일합병조약 이후 성립하여 국가의 3요소인 영토, 국민, 주권이 없는 대한민국 임시정부를 정부로써 승인하지 않았다. 이는 연합국으로 인정받지 못함을 의미하며 전후 삼팔선 남부를 지배한 미군정 역시 임시정부를 인정하지 않았기 때문에, 연합국으로 간주되지 않는다.
The U.S. and other major powers, on the other hand, deliberately refrained from recognizing the "Provisional Government of Korea" as having any status whatsoever during World War II. The fact that government declared war on Japan, and that Korean elements, mostly long time resident in Korea, fought with the Chinese forces, would therefore have no significance in our view.
미국과 기타 세력은 이에 반해 '대한민국 임시 정부'가 어떤 방식으로든 어떤 지위를 가지고 있다고 인식하는 것을 신중에 참는다. 그러므로 그 정치 조직이 일본에 대해 전쟁을 선포한 것도 조선인이 한반도에서 중국군과 함께 싸운 것도 우리에게 의미를 가지지 않는다. — wikisource:en:Comments on Korean Note Regarding U.S. Treaty Draft May 9, 1951

## 유산

### 유엔 헌장
1942년 1월 1일 미국, 영국, 소련, 중국 4명의 경찰관과 기타 22개국이 유엔 헌장에 서명했고 이는 나중에 유엔의 토대가 된다. 1945년 7월에서 8월까지 이뤄진 포츠담 회담에서 루즈벨트 이후 대통령직을 승계받은 해리 S. 트루먼 미국 대통령은 중국, 프랑스, 소련, 영국, 미국의 외무장관에게 "유럽의 평화조약과 국경안 초안을 만들어야 한다"라고 제안하면서 일명 '빅 5'의 외무장관 협의회가 창설되었으며 이 다섯 국가가 유엔 안전 보장 이사회 상임이사국으로 이어졌다.
유엔 헌장은 전쟁 중이었던 1945년 4월에서부터 7월 사이 국제 기구에 관한 유엔 회의를 통해 합의되었다. 유엔 헌장은 6월 26일까지 50개국이 서명(폴란드는 예약되었으며 나중에 51번째의 "최초의" 서명국이 됨)했으며 전쟁 직후인 1945년 10월 24일 정식으로 비준되었다. 1944년 소련, 영국, 미국, 중국 대표단과의 회의인 덤버턴오크스 회의에서 유엔이 공식화되었고 유엔 안전 보장 이사회의 구성과 상임이사국(중국, 프랑스, 영국, 미국, 소련 빅5)도 결정되었다. 유엔 안전 보장 이사회는 1946년 1월 17일 전쟁 직후 첫 회의를 가졌다.
아래는 유엔 헌장에 최초로 서명한 51개국의 목록이다.(상임이사국 5개국은 별표로 표시)
- 아르헨티나 공화국
- 오스트레일리아 연방
- 벨기에 왕국
- 볼리비아 공화국
- 브라질 합중국
- 벨로루시 소비에트 사회주의 공화국
- 캐나다 자치령
- 칠레 공화국
- 중화민국*
- 콜롬비아 공화국
- 코스타리카 공화국
- 쿠바 공화국
- 체코슬로바키아 공화국
- 덴마크
- 도미니카 공화국
- 에콰도르 공화국
- 이집트 왕국
- 엘살바도르 공화국
- 에티오피아 제국
- 프랑스 공화국*
- 그리스 왕국
- 과테말라 공화국
- 아이티 공화국
- 온두라스 공화국
- 인도 제국
- 이란 제국
- 이라크 왕국
- 레바논 공화국
- 라이베리아 공화국
- 룩셈부르크 대옥국
- 멕시코 합중국
- 네덜란드 왕국
- 뉴질랜드 자치령
- 니카라과 공화국
- 노르웨이 왕국
- 파나마 공화국
- 파라과이 공화국
- 페루 공화국
- 필리핀 자치령
- 폴란드 공화국
- 사우디아라비아 왕국
- 남아프리카 연방
- 시리아 공화국
- 튀르키예 공화국
- 우크라이나 소비에트 사회주의 공화국
- 소비에트 사회주의 공화국 연방*
- 그레이트브리튼 북아일랜드 연합왕국*
- 미합중국*
- 우루과이 동방공화국
- 베네수엘라 합중국
- 민주연방 유고슬라비아

### 냉전
유엔이 성공적으로 창설되었음에도 소련과 미국, 영국간의 동맹은 결국 붕괴되어 이후 반세기 간의 분쟁인 냉전으로 이어졌다.

## 표 요약
| 국가                                    | 연합국 공동 선언 | 추축국에게 선전포고 | 샌프란시스코 회담 |
| --------------------------------------- | ---------------- | ------------------- | ----------------- |
| 아르헨티나                              | No               | 1945                | Yes               |
| 오스트레일리아                          | 1942             | 1939/40/42          | Yes               |
| 벨기에                                  | 1942             | 1941                | Yes               |
| 볼리비아                                | 1943             | 1943                | Yes               |
| 브라질                                  | 1943             | 1942                | Yes               |
| 캄보디아                                | No               |                     | Yes               |
| 캐나다                                  | 1942             | 1939/40/41          | Yes               |
| 실론 자치령                             | No               |                     | Yes               |
| 칠레                                    | 1945             | 1945                | Yes               |
| 중화민국                                | 1942             | 1941                | Yes               |
| 콜롬비아                                | 1943             | 1943                | Yes               |
| 코스타리카                              | 1942             | 1941                | Yes               |
| 쿠바                                    | 1942             | 1941                | Yes               |
| 체코슬로바키아                          | 1942             | 1941                | Yes               |
| 도미니카 공화국                         | 1942             | 1941                | Yes               |
| 에콰도르                                | 1945             | 1945                | Yes               |
| 이집트 왕국                             | 1945             | 1945                | Yes               |
| 엘살바도르                              | 1942             | 1941                | Yes               |
| 에티오피아 제국                         | 1942             | 1942                | Yes               |
| 프랑스                                  | 1944             | 1939/40/41/44       | Yes               |
| 그리스                                  | 1942             |                     | Yes               |
| 과테말라                                | 1942             | 1941                | Yes               |
| 아이티                                  | 1942             | 1941                | Yes               |
| 온두라스                                | 1942             | 1941                | Yes               |
| 인도 제국 (영국 통치 체제, 1857-1947년) | 1942             | 1939                | Yes               |
| 인도네시아                              | No               |                     | Yes               |
| 이란                                    | 1943             | 1943                | Yes               |
| 이라크 왕국                             | 1943             |                     | Yes               |
| 라오스                                  | No               |                     | Yes               |
| 레바논                                  | 1945             | 1945                | Yes               |
| 라이베리아                              | 1944             | 1943                | Yes               |
| 룩셈부르크 망명정부                     | 1942             |                     | Yes               |
| 멕시코                                  | 1942             | 1942                | Yes               |
| 네덜란드                                | 1942             |                     | Yes               |
| 뉴질랜드 자치령                         | 1942             | 1939/40/42          | Yes               |
| 니카라과                                | 1942             | 1941                | Yes               |
| 노르웨이                                | 1942             |                     | Yes               |
| 파나마                                  | 1942             | 1941                | Yes               |
| 파라과이                                | 1945             | 1945                | Yes               |
| 페루                                    | 1945             | 1945                | Yes               |
| 필리핀 자치령                           | 1942             | 1941                | Yes               |
| 폴란드                                  | 1942             | 1941                | No                |
| 사우디아라비아                          | 1945             | 1945                | Yes               |
| 남아프리카 연방                         | 1942             | 1939/40/41/42       | Yes               |
| 소련                                    | 1942             |                     | Yes               |
| 시리아                                  | 1945             | 1945                | Yes               |
| 튀르키예                                | 1945             | 1945                | Yes               |
| 영국                                    | 1942             | 1939/41/42          | Yes               |
| 미국                                    | 1942             | 1941/42             | Yes               |
| 우루과이                                | 1945             | 1945                | Yes               |
| 베네수엘라                              | 1945             | 1945                | Yes               |
| 유고슬라비아                            | 1942             |                     | Yes               |
| 베트남                                  | No               | 1941                | Yes               |

## 전쟁 선언을 한 연합국 목록

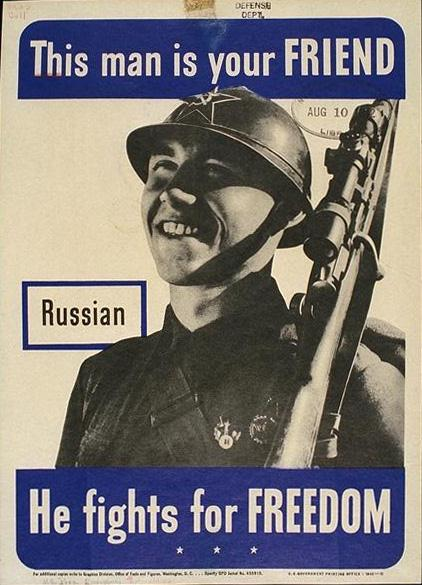
우호적인 모습의 소련 군인을 묘사한 미국 정부의 포스터, 1942년.

아래 목록은 추축국에 전쟁을 선포했거나, 추축국에 전쟁을 선포당한 연합국의 연표이다. 여기서 나오는 영국령 인도 제국, 일명 인도 제국은 대영제국의 자치령보다는 덜 독립적인 지위의 국가이다.

### 1939년
- 폴란드 제2공화국: 1939년 9월 1일[138]
- 프랑스: 1939년 9월 3일[139] - 1940년 6월 패탱 원수의 비시 프랑스는 공식적으로 독일에 항복하고 중립국으로 빠졌다. 드골 장군은 이 항복을 비난했고 망명정부인 자유 프랑스를 세워 독일과 계속 싸웠다. 이 덕분에 프랑스 공화국 임시정부는 1944년 10월 23일 다른 연합국으로부터 합법적인 프랑스의 정부로 공식 인정받았다.[140] 패탱의 1940년 항복도 이로서 법적으로 무효화되어 프랑스는 전쟁 내내 연합국에 있었던 국가로 간주된다.[141]
- 영국: 1939년 9월 3일[139]
  -  인도 제국: 1939년 9월 3일[142][143]
- 오스트레일리아: 1939년 9월 3일[142][144]
- 뉴질랜드 자치령: 1939년 9월 3일[142][145]
- 네팔 왕국: 1939년 9월 4일[146]
- 남아프리카 연방‏‎: 1939년 9월 6일[118]
- 캐나다 자치령: 1939년 9월 10일[118]
- 무스카트 오만 술탄국: 1939년 9월 10일

### 1940년
- 노르웨이: 1940년 4월 8일[118] - 독일이 선전포고 없이 중립국인 노르웨이에 침공했다. 연합국은 노르웨이 전역 기간 노르웨이를 지원했다. 노르웨이는 나중에야 연합국에 공식 가입했다.[103][147]
- 덴마크: 1940년 4월 9일[148] - 독일이 선전포고없이 중립국인 덴마크에 침공했다.
- 벨기에: 1940년 5월 10일
- 네덜란드: 1940년 5월 10일
- 룩셈부르크: 1940년 5월 10일
- 그리스 왕국: 1940년 10월 28일

### 1941년
- 유고슬라비아 왕국: 1941년 4월 6일 - 유고슬라비아는 1941년 3월 25일 삼국 동맹 조약에 가입해 추축국이 되었으나 이틀 후 쿠데타로 사실상 무효화되었고, 1941년 4월 6일 추축국의 침공을 받아 연합국에 합류했다.[149]
- 소련: 1941년 6월 22일 - 우크라이나 SSR와 벨로루시 SSR은 사실상 소련 내의 한 공화국이었으나 영국과 미국에게 별도의 교전국으로 인정받았다.
- 파나마: 1941년 12월 7일
- 미국: 1941년 12월 8일 - 일본에게 선전포고한 날짜[150]
  -  필리핀 자치령: 1941년 12월 8일
- 코스타리카: 1941년 12월 8일[118]
- 도미니카 공화국: 1941년 12월 8일[118]
- 엘살바도르: 1941년 12월 8일[118]
- 아이티: 1941년 12월 8일[118]
- 온두라스: 1941년 12월 8일[118]
- 니카라과: 1941년 12월 8일[118]
- 중화민국: 1941년 12월 9일[118] - 일본과는 1937년부터 교전 상태였다.[151]
- 쿠바: 1941년 12월 9일[118]
- 과테말라: 1941년 12월 9일[118]
- 미국: 1941년 12월 11일 - 독일과 이탈리아가 미국에게 선전포고한 날짜[118]

아래는 1941년 추축국에 선전포고한 망명정부이다.
- 베트민: 1941년 12월 7일
- 대한민국 임시정부: 1941년 12월 10일[152]
- 체코슬로바키아 망명정부: 1941년 12월 16일[118][153]

### 1942년
- : 1942년 5월 22일[118]
- 브라질: 1942년 8월 22일[118]
- 에티오피아 제국: 1942년 12월 14일[118]

### 1943년
- 이라크 왕국: 1943년 1월 16일[118] - 구 추축국이었음
- 볼리비아: 1943년 4월 7일
- 콜롬비아: 1943년 7월 26일
- 이란 제국: 1943년 9월 9일[118]
- 이탈리아 왕국: 1943년 10월 10일[118] - 구 추축국이었음. 다만 1943년 9월 이탈리아 사회 공화국이 이탈리아 북부에서 떨어져 나가 추축국과 계속 동맹을 맺었다.

### 1944년
- 라이베리아: 1944년 1월 27일[118]
- 루마니아 왕국: 1944년 8월 25일[118] - 구 추축국이었음
- 불가리아 왕국: 1944년 9월 8일[154] - 구 추축국이었음
- 핀란드: 1944년 9월 19일 - 구 추축국과의 공동교전국이었음

### 1945년
- 에콰도르: 1945년 2월 2일
- 파라과이: 1945년 2월 7일[118]
- 페루: 1945년 2월 12일[155]
- 우루과이: 1945년 2월 15일
- 베네수엘라: 1945년 2월 15일
- 튀르키예: 1945년 2월 23일[118]
- 이집트 왕국: 1945년 2월 24일[118]
- 시리아: 1945년 2월 26일[118]
- 레바논: 1945년 2월 27일[118]
- 사우디아라비아: 1945년 3월 1일[118]
- 핀란드: 1945년 3월 3일[118] - 구 추축국과의 공동교전국이었음. 1944년 9월 15일부터 사실상 독일과 계속 교전상태였으나 공식적으로 이 때 선전포고함.
- 아르헨티나: 1945년 3월 27일[156]
- 칠레: 1945년 4월 11일[118] - 일본에 선전포고
- 이탈리아 왕국: 1945년 7월 14일[157] - 공식적으로 일본에 선전포고
- 몽골 인민공화국: 1945년 8월 - 일본에 선전포고

## 같이 보기
- 제2차 세계 대전 기간 연합국의 지휘관 목록
- 제2차 세계 대전 기간 연합국의 기술 협력
- 제2차 세계 대전 기간 연합국의 전쟁 범죄
- 자유 세계
- 제2차 세계 대전 기간의 군수 산업
- 제2차 세계 대전 참전국
- 티자드 임무

## 참고 문헌
- Churchill, Winston S. (1950). 《The Grand Alliance》 (영어). Houghton Mifflin.
- Davies, Norman (2006), Europe at War 1939–1945: No Simple Victory. London: Macmillan. ISBN 0-333-69285-3
- Dear, Ian C. B. and Michael Foot, eds. The Oxford Companion to World War II (2005), comprehensive encyclopedia for all countries
- Holland R. (1981), Britain and the Commonwealth alliance, 1918–1939, London: Macmillan. ISBN 978-0-333-27295-4
- Leonard, T. M. (2007). Latin America during World War II. Lanham Md: Rowman & Littlefield. ISBN 978-1-461-63862-9
- Overy, Richard (1997), Russia's War: A History of the Soviet Effort: 1941–1945. New York: Penguin. ISBN 0-14-027169-4.
- Smith, Gaddis. American Diplomacy During the Second World War, 1941–1945 (1965) online
- Weinberg, Gerhard L. (1994). A World at Arms: A Global History of World War II. Comprehensive coverage of the war with emphasis on diplomacy excerpt and text search

## 추가 읽기
- Ready, J. Lee (2012) [1985]. 《Forgotten Allies: The Military Contribution of the Colonies, Exiled Governments, and Lesser Powers to the Allied Victory in World War II》. Jefferson, N.C.: McFarland & Company. ISBN 9780899501178. OCLC 586670908. Omnibus of Volume I: The European Theater and Volume II: The Asian Theater.